# Història d'Hondures
L'Hondures precolombina va ser poblada per una barreja complexa de pobles indígenes que representaven una àmplia varietat d'orígens culturals i lingüístics. Entre aquests grups es destaquen els maies, els quals estaven relacionats amb els maies de Iucatan i Guatemala. Els maies es van estendre a través de la vall del Riu Motagua, i centraren el seu control en el principal centre cerimonial de Copán, prop de l'actual ciutat de Santa Rosa de Copán. Durant tres segles i mig, els maies van desenvolupar la ciutat, i la convertiren en un dels principals centres de la seva cultura. Causes desconegudes fins avui, van provocar l'abandonament i la destrucció de Copán i altres ciutats maies, que en l'època de la conquesta espanyola ja no eren més que ruïnes.
Els contactes espanyols amb la població indígena d'Hondures va començar amb l'últim viatge de Cristòfor Colom. El 1502, Colom va navegar més enllà de les Illes de la Badia i poc després va seguir a Punta Caxinas (Cap d'Hondures), va desembarcar a Trujillo i va prendre possessió d'Hondures en nom dels sobirans d'Espanya. Des del seu descobriment, el territori d'Hondures es va mantenir intacte, fins al març de 1524, quan Gil González Dávila es va convertir en el primer espanyol a arribar a Hondures amb propòsits de conquesta. Posteriorment ho van fer Cristóbal de Olid, Francisco de las Casas, Hernán Cortés i Pedro de Alvarado.
L'11 d'octubre de 1822 la Diputació Provincial de Nicaragua i Costa Rica, reunida a León, va proclamar la independència absoluta d'Espanya i l'annexió a Mèxic. Quan Hondures es va declarar en 1838 independent de les Províncies Unides de l'Amèrica Central es va procedir a l'organització del nou estat hondureny. No obstant això, aquesta organització es va veure obstaculitzada per les rivalitats entre liberals i conservadors, que van produir el caos polític i retardar el desenvolupament del país. L'agitació política del país, va atreure les ambicions d'individus i de nacions centreamericanes i europees. Durant tota la resta del segle, els veïns d'Hondures interferiren constantment en la seva política interna. Després de moltíssims inconvenients, li va tocar a l'administració de Marco Aurelio Soto, organitzar el país, i posar en marxa codis moderns en matèria civil, penal, de procediments, comerç i agricultura amb el propòsit de modernitzar a Hondures i acabar amb l'arcaica legislació colonial.
L'economia d'Hondures basada en l'agricultura, va ser dominada al segle XX per empreses nord-americanes com la United Fruit Company, la Standard Fruit Company i la Cuyamel Fruit Company, les quals van establir enormes plantacions de banana al llarg de la costa nord.
 Aquestes companyies, van fer ràpidament de la banana, la principal exportació Hondures a canvi de grans concessions. D'aquesta manera, el capital estranger, la vida a les plantacions de banana, i els conservadors, van ser factors determinants en la política d'Hondures des de finals del segle xix fins a mitjan segle xx.

## Història precolombina d'Hondures

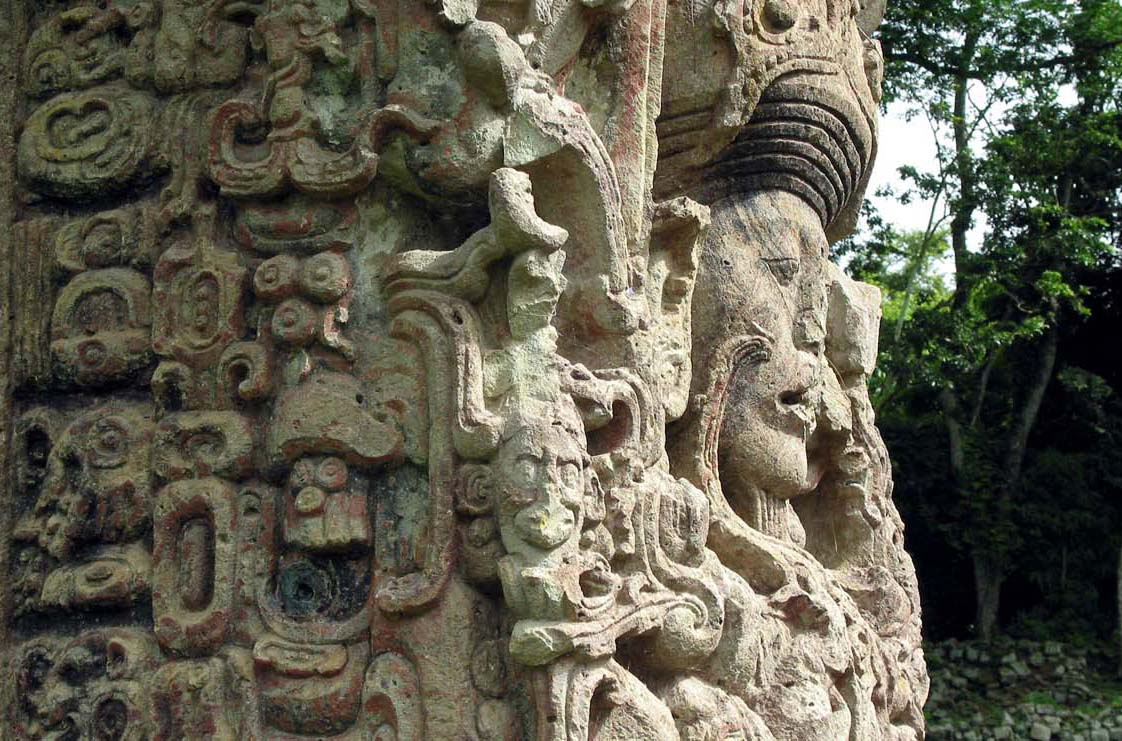
Estela maia de Copán

Abans de la conquesta espanyola, Hondures va ser habitada per pobles que es caracteritzaven per ser de dos tipus culturals diferents: Les cultures maia i tolteca.
Aquestes cultures van aconseguir grans progressos en els diversos camps del coneixement humà, impulsats pel desenvolupament d'una variada agricultura (fesol, cacau, bitxo, etc.) I comptaven amb grans sistemes de reg. D'aquesta manera garantien una alimentació adequada per les seves nombroses poblacions. A més van aplicar tècniques de gran perfecció en els teixits i la ceràmica. Van desenvolupar un intens i variat comerç. Van aconseguir un alt desenvolupament científic en les matemàtiques i l'astronomia, a més de l'arquitectura i l'escultura, que van emprar en la construcció de grans ciutats.
A la secció nord-occidental d'Hondures, predominaven els pobles amb influència tolteca, com els náhuatl, que habitaven a la vall de Naco i Trujillo, els txorti grup mayance localitzat a Cortés, Copán i Ocotepeque i els lenca, que s'estenien pels departaments de Santa Bárbara, Lempira, Intibucá, La Paz, Comayagua, Francisco Morazán i Valle i part del que avui comprèn el territori de El Salvador.
La resta del territori hondureny estava habitat per pobles provinents del sud del continent, amb una cultura nòmada i seminòmada, regits per relacions de producció comunal primitives. Entre aquests pobles es trobaven xicaques, petx tawahka i miskito que, en conjunt, formaven la majoria de la població del país. No fou fins després de la segona meitat de 1700 que es van conformar altres grups ètnics, al llarg de la zona costanera del litoral Carib: els garifuna i els negres de parla anglesa.
La població més nombrosa la constituïen els lenca que, en el moment de l'arribada dels espanyols, era el més estès i organitzat dels grups del país ... habitaven en poblacions de considerable grandària, amb una mitjana de 350 cases i molt més de 500 pobladors. Tot i que encara hi ha polèmiques científiques sobre la descendència i origen dels lenca, d'acord amb Rodolfo Barón Castro, són les restes directes hereves dels maies, que no van seguir l'èxode que va donar fi a l'Antic Imperi. A l'arribada dels espanyols, es trobaven establerts en el territori que avui comprenen les Repúbliques del Salvador i Hondures. "
L'àrea maia comprèn el que avui dia són els països d'Hondures, Guatemala, El Salvador i Mèxic.
Els maies van florir en aquests països en els primers 15 segles de l'era cristiana. Causes desconegudes fins avui, van provocar l'abandonament i la destrucció de Copán i altres ciutats maies, que en l'època de la conquesta espanyola ja no eren més que ruïnes. Fam, pestes, guerres internes s'han proposat com les causes de l'abandonament.

## Descobriment d'Hondures

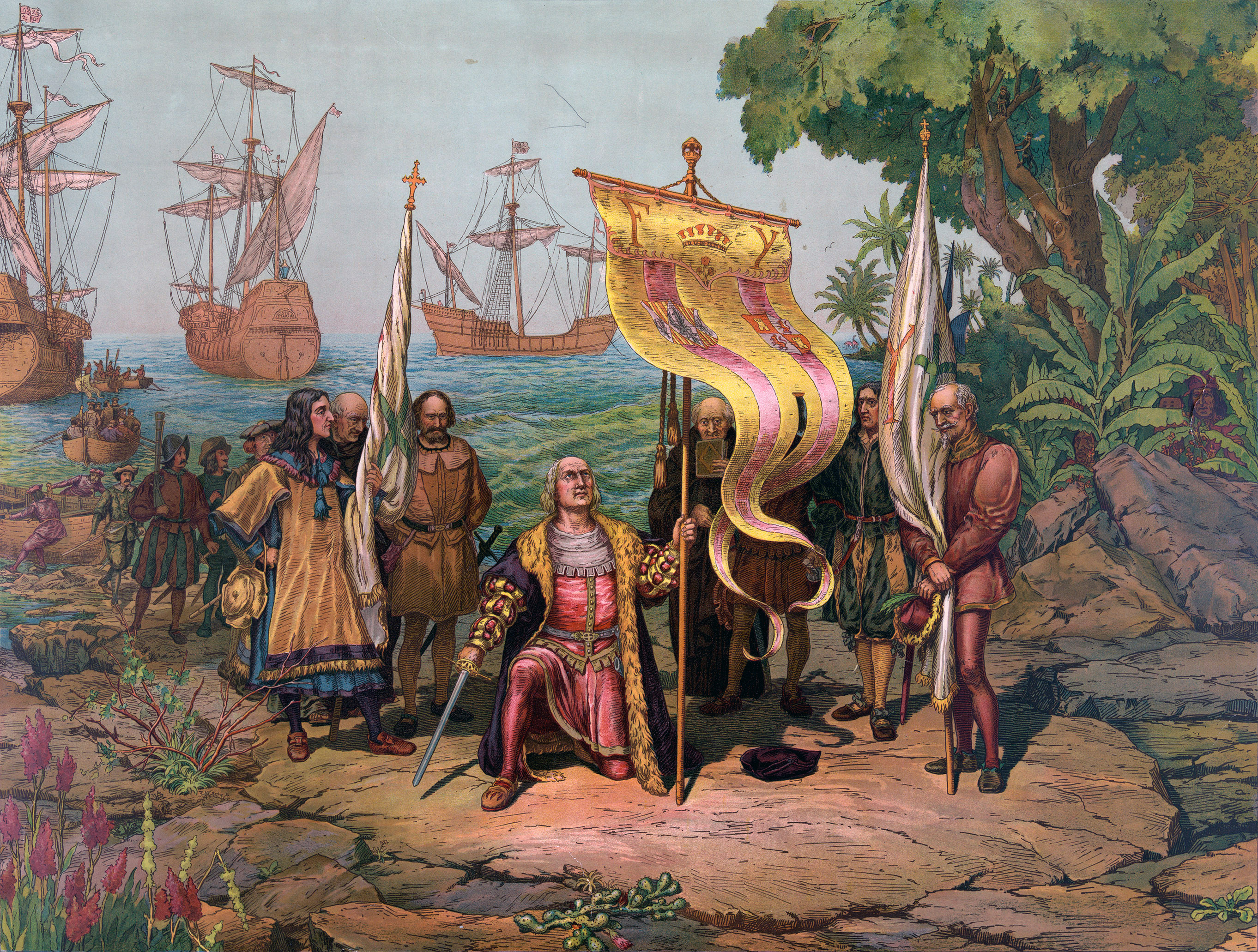
Representació de Cristòfor Colom en la seva arribada al continent americà

Cristòfor Colom, que ja tenia 66 anys, va sortir de Cadis el 9 de maig de 1502, amb quatre caravel·les i 150 homes, portant al seu costat al seu germà Bartolo i al seu fill Fernando de 13 anys, fruit del seu segon matrimoni. El 20 de maig va tocar les Canàries, va reconèixer l'illa de Martinica el 15 de juny, va desembarcar a Dominica, va recórrer la costa meridional de Puerto Rico, passà pel sud de la Hispaniola, però no va desembarcar-hi perquè Nicolás de Ovando li va negar l'entrada al port i va sortir a Jamaica per la seva costa meridional. Va explorar de seguida les costes del Darién i va arribar a l'illa de Guanaja a la qual va anomenar Isla de los Pinos a la costa d'Hondures.
D'allí va seguir a Punta Caxinas (Cap d'Hondures), va desembarcar a Trujillo i va prendre possessió d'Hondures en nom dels sobirans d'Espanya. Descendint després cap al sud, va reconèixer tota la costa d'Amèrica Central i de Colòmbia fins al golf de Sant Blas. Va descobrir les comarques de la Mosquitia, Nicaragua i Costa Rica

### Etimologia
Segons l'historiador xilè Robustiano Vera (1899), el nom Hondures prové de les honduras o fons, que els primers pilots van trobar en les seves costes i perquè en abandonar-les van exclamar: ¡líbrenos Dios de estas honduras!" Durant l'època de la conquesta, el territori hondureny, també va ser conegut pels noms de Hibueras o Higueras, i alguns espanyols van arribar a anomenar-la 'Nova Extremadura'.
El 1858, l'arqueòleg nord-americà, Ephraim George Squier en el seu llibre "Els Estats d'Amèrica Central" relata que Hernán Cortés, inspirat en les notícies rebudes sobre l'existència "dels regnes vasts i poblats al sud de l'imperi de Moctezuma ... va emprendre una expedició a Hondures, que en aquest moment era anomenat Hibueras o Figueres.
D'altra banda, el geògraf francès Élisée Reclus, el 1891, assegura que el nom d'Hondures, data dels temps del descobriment. Segons Reclus, Colom el 1502 va córrer grans riscos, quan va navegar entre els caps Caxinas i Gràcies a Déu. No obstant això, el francès assegura que "el nom actual d'Hondures va ser donat a la costa no per Colom, sinó per Bartolomé de las Casas, que en el seu descobriment de les Índies Occidentals pels espanyols, parla de la terra de "Hondure", com si aquest nom era d'origen indi ".
Segons Reclus, "vint anys més tard, a la coneguda expedició feta per Hernán Cortés a través de Iucatán, el territori hondureny, era conegut pels espanyols amb el nom de Hibueras o Higueras, i també havia estat anomenat "Nueva Extremadura".

### Conquesta
Des del seu descobriment, el territori d'Hondures es va mantenir intacte, fins al març de 1524, quan Gil González Dávila es va convertir en el primer espanyol a arribar a Hondures amb propòsits de conquesta. Aquest va fundar la vila de San Gil de Buena Vista i es va internar en territori hondureny, va pacificar els indis i va lluitar contra els espanyols que li disputaven el territori. Tenia també l'esperança de trobar el desguàs del llac de Nicaragua. Després, Hernán Cortés, mogut pels informes que havia rebut sobre la gran riquesa del país, va enviar dues expedicions, una per terra i una altra per mar. Va encarregar la primera a Pedro de Alvarado i la segona a Cristóbal de Olid. Però aquest últim, el va trair. Per aquest motiu, Cortés va sortir de Mèxic, al capdavant d'una expedició que va durar prop de dos anys i va acabar, després de milers de perills i privacions, a Trujillo.

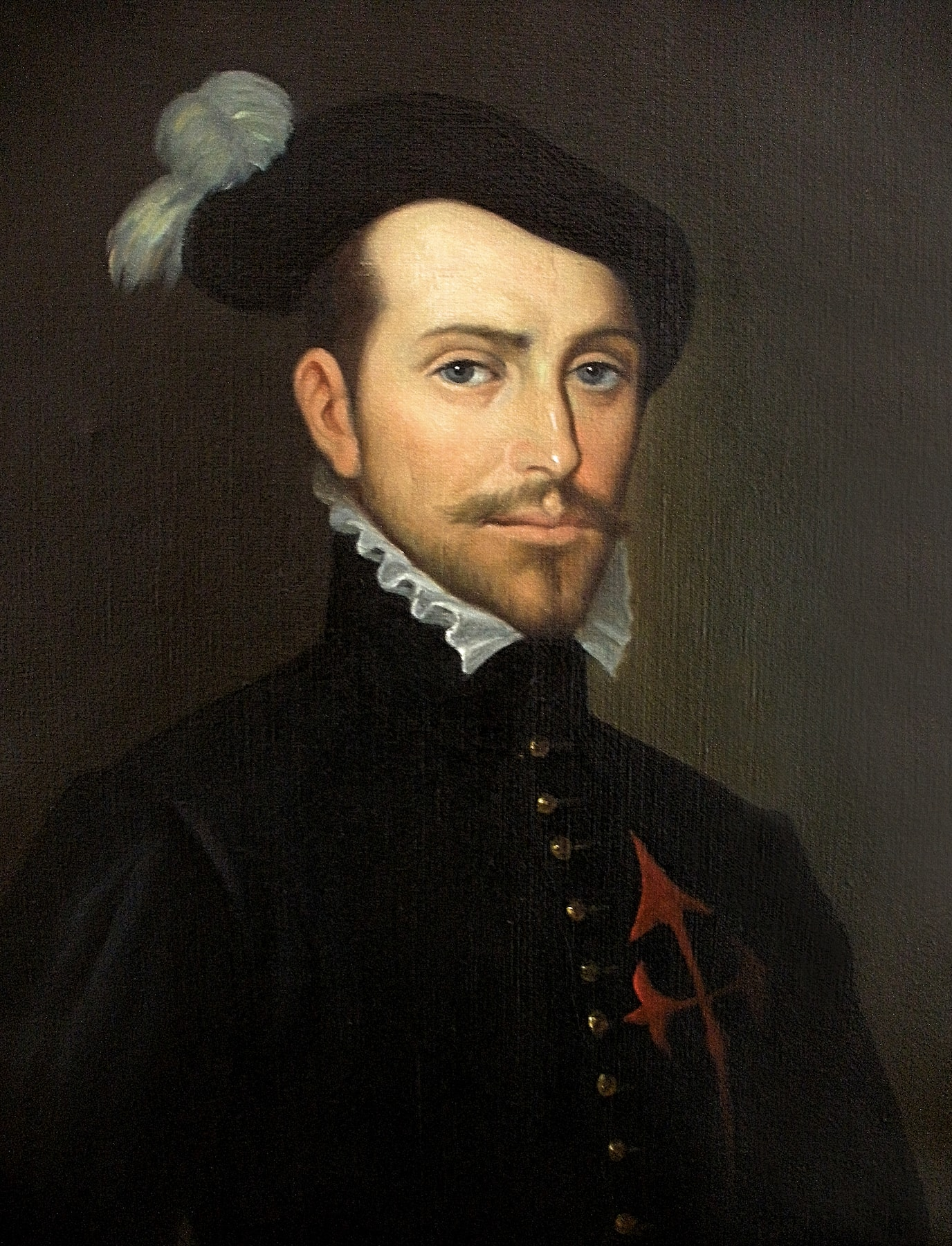
Hernán Cortés va ser un dels conqueridors d'Hondures

En arribar a Hondures, Cortés va introduir el bestiar i va fundar la ciutat de Natividad de Nuestra Señora, prop de Puerto Caballos. El 25 d'abril de 1526, abans de tornar a Mèxic, Cortés, va nomenar Hernando de Saavedra, governador d'Hondures i va deixar instruccions de donar-los bon tracte als indígenas. El 26 octubre 1526, Diego López de Salcedo, va ser nomenat per l'emperador com a governador d'Hondures, en substitució de Saavedra. La següent dècada va estar marcada per les ambicions personals dels governants i els conqueridors que interferien amb l'organització governamental. Els colons espanyols es van rebel·lar en contra dels seus líders, i els indis es van rebel·lar contra els seus patrons, i contra els maltractaments.
Salcedo, per procurar enriquir-se, va tenir seriosos enfrontaments amb Pedrarias, governador de Castella de l'Or, qui per la seva banda, desitjava Hondures com a part dels seus dominis. En 1528, Pedrarias va arrestar Salcedo i el va obligar a cedir part del territori hondureny, però l'emperador va rebutjar l'acord. Després de la mort de Salcedo el 1530, els colons es van convertir en àrbitres del poder. Posaven i treien governadors. Davant aquesta situació, els colons van sol·licitar a Pedro de Alvarado que posés fi a l'anarquia. Amb l'arribada d'Alvarado en 1536, el caos va disminuir, i la regió va quedar sota autoritat.
El 1537, Francisco de Montejo va ser nomenat governador. En arribar a Hondures, va anul·lar els repartiments de terres fetes per Alvarado. El seu capità, Alonso de Cáceres, va ser el responsable de sufocar la revolta índia de 1537 i 1538, dirigit pel cacic Lempira. El 1539 Montejo i Alvarado van tenir seriosos desacords sobre la regió, la qual cosa, va cridar l'atenció del Consell d'Índies. Montejo se'n va anar a Chiapas, i Alvarado es va convertir en governador d'Hondures.

## Període colonial

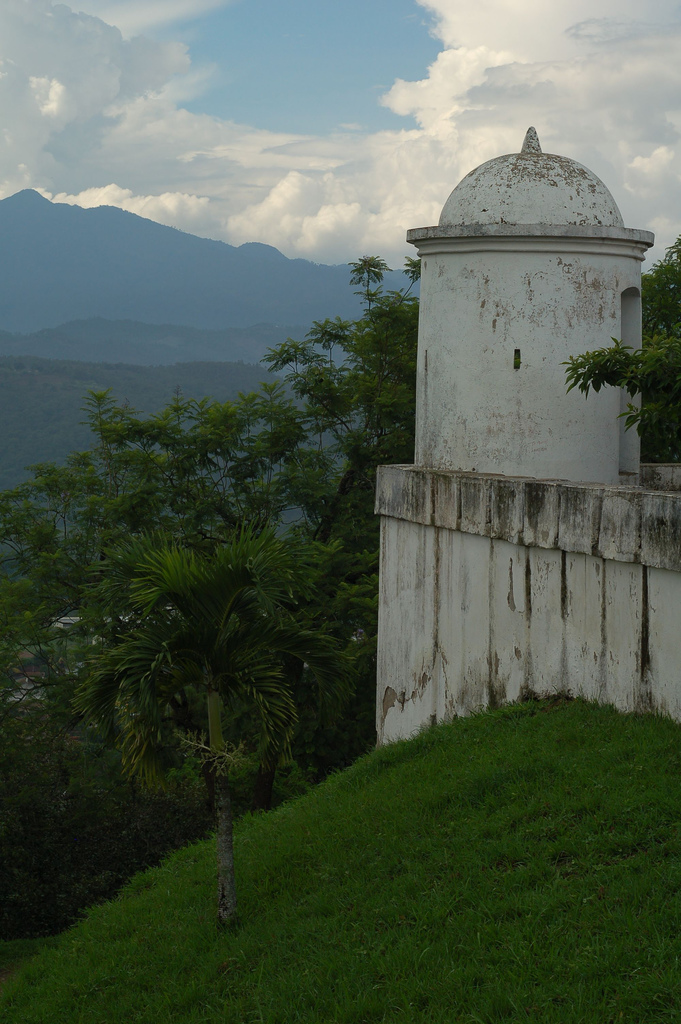
Fort de San Cristóbal a Gracias, Lempira

### Inici de l'activitat econòmica
La derrota de Lempira, l'establiment del bisbat, per primera vegada a Trujillo i després a Comayagua, així com la fi de la lluita entre les faccions rivals espanyoles, van contribuir a la colonització i l'augment de l'activitat econòmica d'Hondures, en la dècada del 1540. Es van desenvolupar al país una varietat d'activitats agrícoles, incloent-hi la cria de bestiar i, per un temps, la recol·lecció de grans quantitats d'arítjol. Però l'activitat econòmica més important d'Hondures del segle xvi va ser l'exportació d'or i plata.
L'activitat minera va donar a Gracias tal importància, que el 1543 va esdevenir la capital de l'Audiència dels Confines, creada per Carles I i que abastava tota Amèrica Central. Aquesta decisió va crear ressentiment en els centres més poblats de Guatemala i El Salvador.
El 1549, la capital de l'Audiència va ser traslladada a Antigua, Guatemala i així Hondures va ser governada per aquesta Audiència fins al 1552 i després va passar a dependre de la Capitania General de Guatemala.
El 1540 es va descobrir or i plata a la vall del Riu Guayape. Això va contribuir al declivi de Graciass i l'ascens de Comayagua com a principal centre d'Hondures. La demanda de la mà d'obra va augmentar, i això va accelerar el declivi de la població nativa. Com a resultat d'això, van ser introduïts al país els esclaus provinents de l'Àfrica. Altres dipòsits d'or van ser trobats prop de San Pedro Sula i el port de Trujillo.
La producció minera va començar a declinar el 1560, i amb això la importància d'Hondures. Al començament de 1569, nous descobriments de plata van reviure breument l'economia, el que va portar a la fundació de Tegucigalpa, que aviat va començar a rivalitzar amb Comayagua com la ciutat més important de la província. L'auge de la plata va aconseguir el seu punt màxim el 1584, i la depressió econòmica va tornar poc després. Els esforços de mineria a Hondures, es van veure obstaculitzats per la falta de capital, mà d'obra i les dificultats del terreny. El mercuri, vital per a la producció de plata, era escàs, a la qual cal afegir-hi la negligència dels funcionaris.

### Defensa d'Hondures

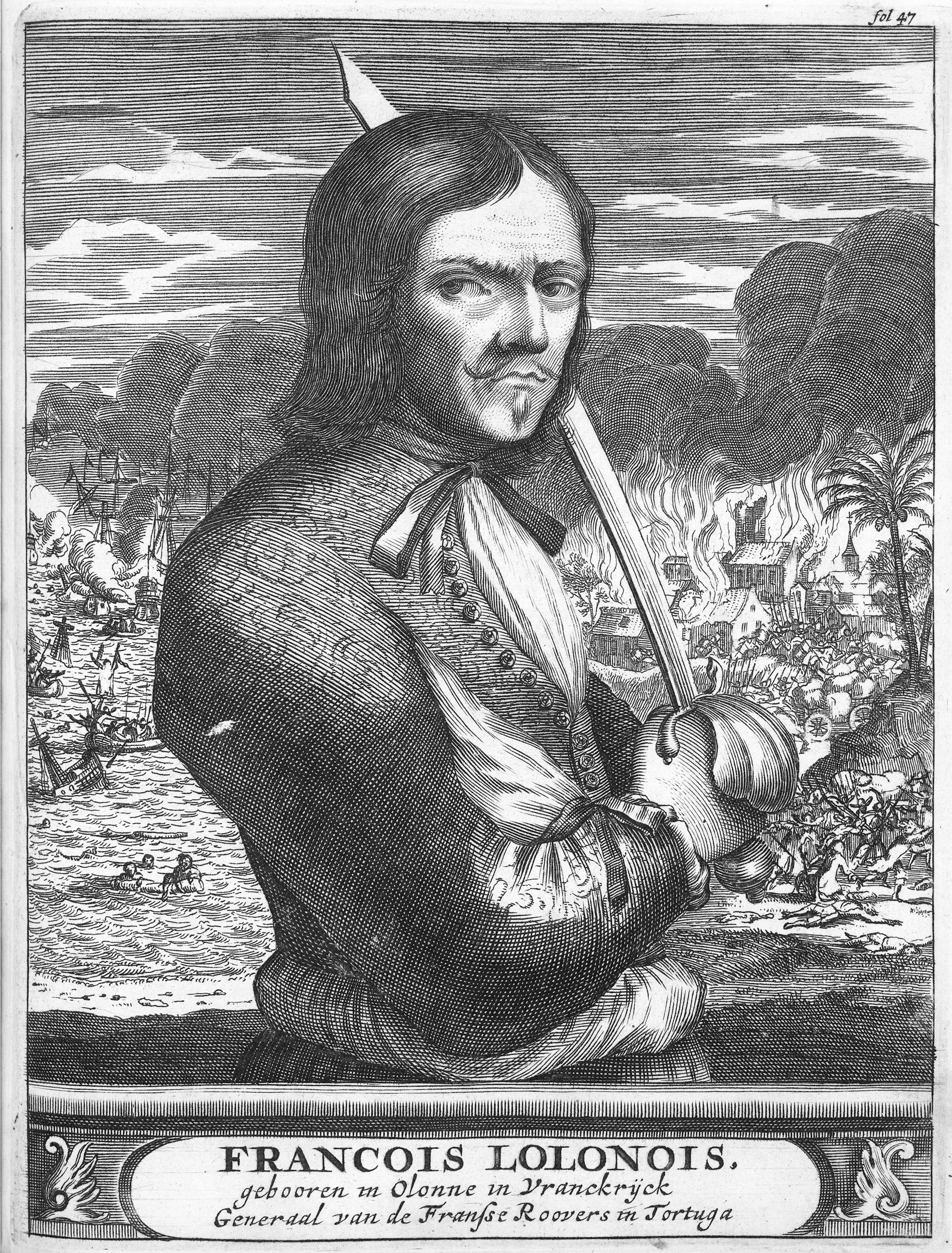
François L'Olonnais va atacar la ciutat de San Pedro Sula

Un dels grans problemes per als governants espanyols d'Hondures va ser l'activitat dels anglesos al nord del territori. Aquestes activitats van començar al segle xvi i van continuar fins al segle xix. En els primers anys, els pirates europeus van atacar de forma freqüent els poblats del Carib hondureny. En 1643 una expedició anglesa va destruir la ciutat de Trujillo, el principal port d'Hondures. A més, els anglesos van fer enormes esforços per implantar colònies a partir del segle xvii a les Illes de la Badia i el nord d'Hondures amb l'ajuda dels sambos i els miskitos que atacaven els assentaments espanyols.
A principis del segle xviii, la dinastia borbònica, vinculada als governants de França, van substituir als Habsburg en el tron d'Espanya. La nova dinastia, va iniciar una sèrie de reformes en tot l'imperi, dissenyat per fer l'administració més eficient i rendible, i per facilitar la defensa de les colònies. Entre aquestes reformes es va observar una reducció en l'impost sobre els minerals preciosos i en el cost de mercuri, que era un monopoli real. A Hondures, aquestes reformes van contribuir al ressorgiment de la indústria minera a la dècada del 1730. Sota els Borbons, el govern espanyol va fer diversos esforços, per recuperar el control sobre la costa del Carib.
El 1752, va ser construït el fort de San Fernando de Omoa. El 1780, els espanyols van tornar a Trujillo, que va començar a desenvolupar-se com a base d'operacions contra els assentaments britànics cap a l'est. Durant la dècada del 1780, els espanyols van recuperar el control sobre les Illes de la Badia i van treure a la majoria dels britànics i els seus aliats de la zona de Riu Negro. La Convenció anglo-espanyola de 1786, va dictar el reconeixement definitiu de la sobirania espanyola sobre la costa del Carib.

## Època de la independència

### El col·lapse del domini espanyol

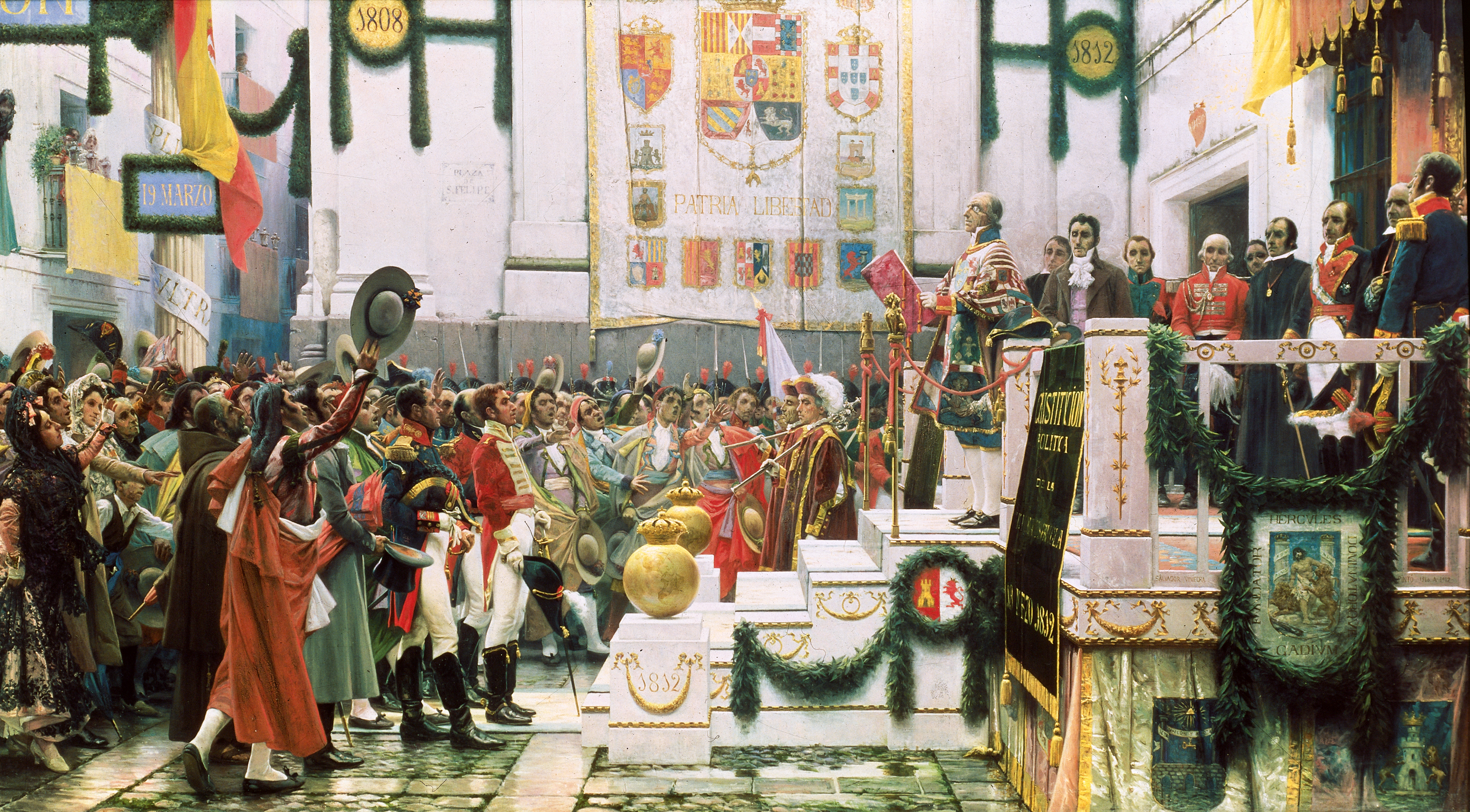
La promulgació de la Constitució de 1812, obra de Salvador Viniegra (Museu de les Corts de Cadis).

La independència d'Hondures va girar al voltant dels esdeveniments de les altres províncies de Centreamèrica i principalment dels successos a Espanya i Mèxic.
Durant el segle xix, la dominació espanyola va entrar en decadència. Per bé Espanya era aliada de França durant les guerres napoleòniques, el 1808 Napoleó Bonaparte va obligar el monarca espanyol a abdicar. En el seu lloc va posar en el tron espanyol el seu germà Josep I Bonaparte.
Els espanyols es van rebel·lar en contra de l'invasor, i es van negar a reconèixer Josep I com el seu nou monarca. Això els va portar a convocar una assemblea nacional constituent en la qual es va promulgar la Constitució de Cadis el 1812.
En aquesta constitució, es va establir el sufragi universal, la sobirania nacional, la separació de poders, la llibertat de premsa, acordava el repartiment de terres i la llibertat d'indústria, entre altres coses. Els problemes a Espanya i les noves garanties llibertats proposades en la constitució de Cadis, van repercutir a Amèrica Central i a tota Amèrica Llatina i donaren donant lloc a una sèrie d'aixecaments en contra dels espanyols.
A El Salvador (1811), els capellans, Matías Delgado i Nicolás Aguilar, els dos germans d'aquest, així com Juan Manuel Rodríguez i Manuel José Arce van ser els primers promotors de la independència a Amèrica Central, i feren esclatar una conspiració contra l'intendent de la província, Antonio Gutiérrez Ulloa. No obstant això, aquest moviment revolucionari, secundat poc després a Nicaragua, no va tenir cap èxit.
A Guatemala (1813), diversos personatges, entre ells Juan Francisco Barrundia, van celebrar juntes a l'edifici de Belén, amb el propòsit d'obtenir la independència d'Espanya. Però aquestes reunions van ser descobertes pels espies del capità general de Guatemala, José Bustamante descobreixen la conjura. Es va endegar un procés que va posar a diversos dels conspiradors a la presó, altres es van ocultar i alguns van emigrar a l'estranger. Des d'aquesta conjura, no van passar a Amèrica Central fets transcendentals pel que fa a la independència.
Mentrestant a Hondures, el ressentiment contra el govern del rei exiliat, Ferran VII havia augmentat ràpidament, a causa de l'augment d'impostos per a la lluita d'Espanya contra els francesos, el que va posar en perill la indústria ramadera. més, les autoritats espanyoles recorrien a la perpetuïtat en el poder per ofegar la causa independentista.

### La proclama

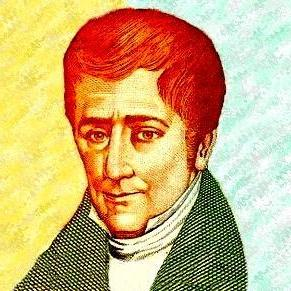
José Cecilio del Valle

El 1818, l'implacable José Bustamante y Guerra que havia suprimit amb èxit, la causa independentista, va deixar el poder i el va substituir Carlos Urrutia. Segons l'escriptor Ramón Rosa, durant el govern d'Urrutia els independentistes "van guanyar terreny", però la seva empenta va ser més vigorosa el 1820, quan el rei d'Espanya, Ferran VII es va veure forçat a restablir la constitució de 1812 que ell mateix havia suspès.
Arran d'això, es va declarar a Centreamèrica la llibertat de premsa. Pedro Molina Mazariegos, de tendència radical va fundar "El Editor Constitucional" a través del qual va promoure la independència. El 9 març 1821 va arribar al poder el subinspector de l'exèrcit Gabino Gaínza, un home d'edat avançada i de caràcter molt feble.
Mentrestant a Mèxic, la revolució va obtenir un complet triomf i a través del Pla d'Iguala va declarar la seva independència total d'Espanya el 24 de febrer de 1821. Aquest fet, desconcertant per les autoritats espanyoles, va servir d'estímul per als independentistes centreamericans.
La pressió exercida per aquests, va obligar la diputació provincial a sol·licitar a Gaínza una reunió per discutir el difícil tema de la independència. Gabino Gaínza llavors, atenent aquesta crida, va reunir una junta de notables composta per l'arquebisbe, diputats, caps militars, els prelats dels ordes religiosos, i empleats d'hisenda. En aquella reunió presidida pel mateix Gainza, els presents expressaren amb llibertat la seva opinió.
José Cecilio del Valle va prendre la paraula i en un llarg discurs va demostrar la necessitat i la justícia de la independència, però manifestant que, per proclamar-la, primer havia de sentir-se el vot de les províncies. No obstant això, el poble que assistia a tan important acte va demanar a crits la independència, i aquesta va ser proclamada el 15 de setembre de 1821. José Cecilio del Valle va redactar aquell memorable document, i de la mateixa manera va redactar el Manifest que va publicar el Capità General Gainza sobre el gran esdeveniment de la independència.

### Annexió a Mèxic

Mapa de Mèxic, després de l'annexió de Centreamèrica

L'alegria de la independència centreamericana va durar molt poc. El 28 novembre 1821 Agustín d'Iturbide va proposar a Gabino Gaínza l'annexió a Mèxic, argumentant que Centreamèrica no tenia elements necessaris per assegurar la seva autonomia, per lliurar-se de l'amenaça estrangera, i per constituir-se com a nació. Ell proposava als centreamericans formar un gran imperi amb Mèxic, sota el Pla d'Iguala i els tractats de Córdoba.
Amb el propòsit de pressionar per l'annexió, Iturbide va anunciar l'enviament de tropes mexicanes Centreamèrica. Arran d'aquesta situació, van sorgir dues aliances: Els annexionistes, compost en la seva majoria, per les famílies il·lustres i membres del partit conservador. Els independentistes, conformat pels liberals. A Hondures, hi havia una marcada divisió entre Comayagua, per l'annexió, i Tegucigalpa, per la independència.
Gabino Gainza després de rebre el comunicat d'Iturbide, va reunir a l'acte a la Junta Consultiva. En aquesta reunió es va acordar imprimir una circular perquè els ajuntaments recollissin el vot dels pobles pel que fa a l'annexió en un termini molt breu.
El 5 de gener, es va reunir novament la Junta Consultiva, amb la finalitat de determinar d'una vegada l'assumpte de l'annexió. Es va fer l'escrutini dels vots rebuts i va resultar que faltava encara el vot de 68 ajuntaments. No obstant això, en els vots rebuts no existia una definició clara del desig de cada un dels pobles. Les declaracions es repartien en acceptar l'annexió, deixar que el Congrés decidís, acceptar l'annexió sota condicions, o acceptar la decisió de la Junta Consultiva.
Després es va produir el debat en el qual José Cecilio del Valle es va oposar enèrgicament a l'annexió, argumentant que tot i els inconvenients existents, Amèrica Central era una nació gran, i que comptava amb els recursos naturals, i el material humà per tirar endavant. Però els seus esforços van ser en va, perquè la majoria de la Junta Consultiva, liderada per Gabino Gaínza, i influenciada pels conservadors, va determinar que Centreamèrica no tenia els elements suficients per a constituir com a nació independent. Ells van concloure que si el país volia gaudir dels beneficis de la pau i de la llibertat, havia d'unir-se a l'imperi d'Iturbide. Va ser així com aquests van declarar l'annexió de l'antic Regne de Guatemala a Mèxic. No obstant això, l'annexió va durar poc. Les idees republicanes van prendre gran impuls a Mèxic, i van desembocar en l'abdicació de l'emperador Iturbide al març de 1823. José Cecilio del Valle com a diputat al congrés mexicà representant de Tegucigalpa i Chiquimula, va demostrar la il·legalitat de l'annexió de Centreamèrica a Mèxic. D'aquesta manera, el congrés mexicà va declarar l'1 de juliol de 1823, la llibertat de Centreamèrica de constituir-se com a estat independent.

## La República Federal

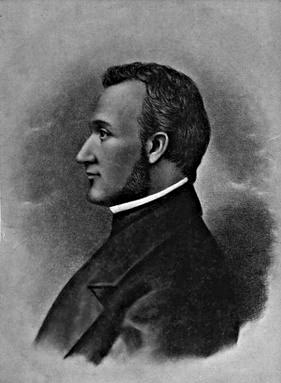
Francisco Morazán

L'1 de juliol de 1823, després de separar-se de Mèxic, Amèrica Central passà a anomenar-se, provisionalment, Províncies Unides de l'Amèrica Central, i va quedar conformada pels estats de Guatemala, Hondures, El Salvador, Nicaragua i Costa Rica.
L'any següent, el Congrés Constituent Centreamericà es va reunir a ciutat de Guatemala. Això amb l'objectiu de decidir quin seria el sistema de govern a través del qual es regira el futur de la jove nació. A la mesa de debats es van presentar dues propostes diferents: els liberals van apostar per un govern federalista, similar al dels Estats Units on cada estat té el seu propi govern i lleis; els conservadors, d'altra banda, es van inclinar per un govern unitari, a través del qual pretenien que tots els estats, se sotmetessin a les mateixes lleis i a un sol govern.
Després de debatre les dues propostes, els liberals, que eren majoria, van fer valer aquest avantatge i van guanyar el dret d'adoptar la 'tesi federalista', i van crear la República Federal de Centreamèrica regida sota la constitució de 1824.
Sota aquesta constitució, va resultar electe president, Manuel José Arce del Partit Liberal, que va prometre transformar l'economia i la societat centreamericana. Arce es va trobar amb una gran oposició per part dels conservadors, que per la seva influència social i enorme poder econòmic, no permeteren cap tipus d'avanç en els seus programes de govern. En estar convençut de les seves limitacions, Arce va acabar per abandonar els seus programes de tipus liberal i va decidir aliar-se amb els conservadors.
El 1826, El president Arce, que pretenia dissoldre el congrés federal va envair els estats de El Salvador i Hondures i va provocar una guerra civil de la qual va sorgir el cabdill liberal Francisco Morazán. Després de diversos anys de lluita, el general Morazán va vèncer les forces federals del president Arce, i va restaurar l'ordre constitucional.
Morazán, es va convertir en president constitucional després de guanyar les eleccions de 1830. L'administració de Morazán va fer alguns esforços per transformar Centreamèrica en un poble gran i poderós. Però el seu èxit va ser limitat, a causa de la falta de fons i les lluites internes. En les eleccions de 1834, José Cecilio del Valle va derrotar Morazán, però del Valle va morir abans d'assumir el càrrec, i el poder legislatiu va nomenar Morazán per a un nou període.
El 1837 amb el suport del clergat, els conservadors van iniciar a Guatemala una revolució indígena que va culminar amb l'enderrocament del cap d'Estat, Juan Manuel Gálvez. Posteriorment a aquest fet, es va donar la dissolució de la República Federal de Centreamèrica. Un cop acabat el segon període de Morazán com a president de la República, el Congrés Centreamericà va declarar el 1838, que els diferents estats quedaven lliures d'establir els seus propis governs.

## Sorgiment de l'estat hondureny (1838-1899)

### Primera constitució

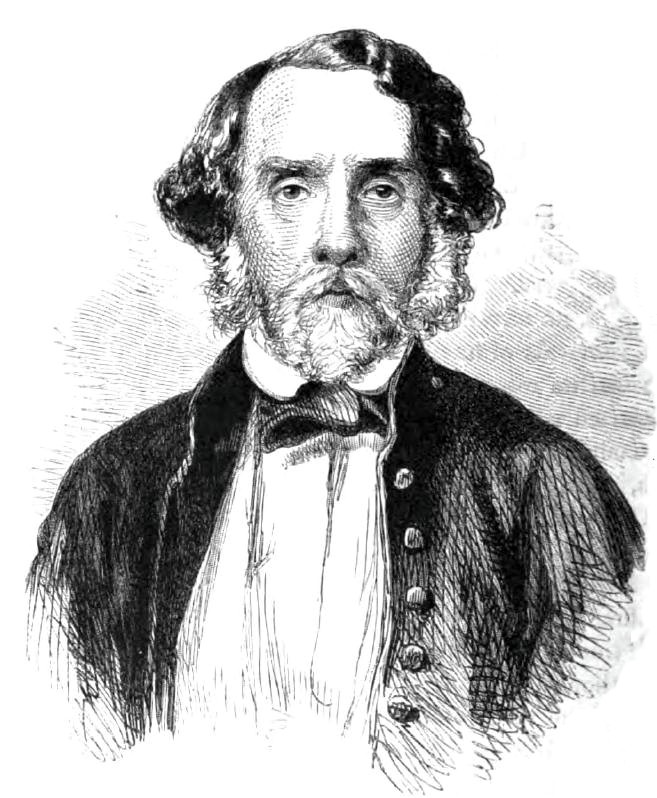
General, José Trinidad Cabañas

Per a Hondures, el període de la federació havia estat desastrós. Les rivalitats locals i les disputes ideològiques havien produït el caos polític i pertorbat l'economia. Els britànics s'havien aprofitat de la situació caòtica per restablir el seu control sobre les Illes de la Badia. Com a resultat d'això, Hondures no va perdre temps en formalment separar-se de la federació, un cop es va sentir lliure de fer-ho.
Hondures va declarar la seva independència de Centreamèrica el 15 de novembre de 1838. El gener de 1839, es va adoptar formalment la primera constitució del país. El general Francisco Ferrera es va convertir en el primer president (1841 - 42) del país després que aquest es presentés com a candidat únic. Aquest període va ser seguit per un segon període (1842-1844). Al final del seu mandat va lliurar el comandament a Coronado Chávez (1845-1847).
Un cop finalitzat el període de Chávez, el general Ferrera va voler tornar al poder però no va trobar suport i en el seu lloc el congrés va nomenar el conservador Juan Lindo. Durant la presidència de Lindo, es va adoptar el 1848 una nova constitució. Lindo va fer un esforç per promoure l'educació, i millorar la situació administrativa del país.
El 1852, Juan Lindo va lliurar el poder al liberal José Trinidad Cabañas (1852-1855). Tres anys més tard, el govern guatemalenc de Rafel Carrera va envair Hondures, va expulsar Cabanyes i va instal·lar en el seu lloc el líder conservador, José Santos Guardiola.

### Intervenció estrangera
La lluita entre liberals i conservadors centreamericans, fou deixada temporalment de banda a causa de l'aparició del filibuster nord-americà, William Walker el 1855. El 1856 Walker s'autoanomenà president de Nicaragua. Davant aquesta situació, els exèrcits dels països centreamericans van formar una aliança i van obligar el filibuster a abandonar Nicaragua el 1857, i aquest va retornar als Estats Units.
El 1859 els britànics van acordar un tractat que reconeixia la sobirania d'Hondures sobre 'La Mosquitia' i illes de la Badia. Alguns dels colons britànics a la zona es van oposar a aquesta transferència i van sol·licitar ajuda a William Walker. Aquest va pensar que seria ben rebut pels liberals d'Hondures, que intentaven enderrocar el president José Santos Guardiola.

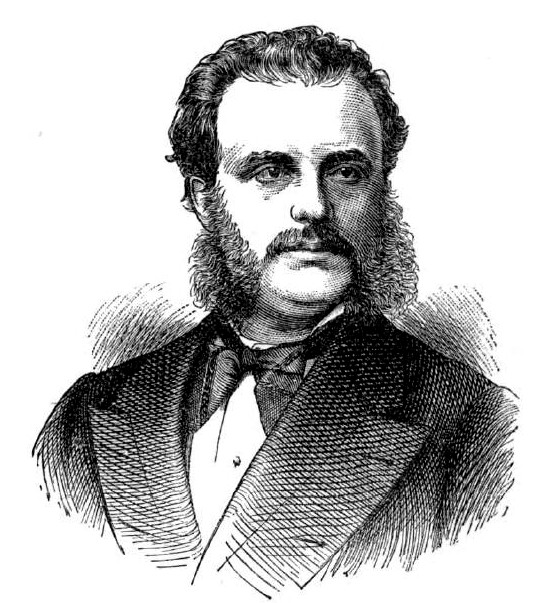
Marco Aurelio Soto

El 1860, Walker va desembarcar en les costes d'Hondures, però allà va trobar poc suport de part dels hondurenys i dels britànics. Walker es va lliurar als britànics, els quals immediatament el van lliurar a les autoritats hondurenyes. Uns dies més tard (1860), Walker va ser afusellat a Trujillo. El retorn de les Illes de la Badia i la mort de Walker va posar fi a l'amenaça immediata a la integritat territorial d'Amèrica Central i Hondures.
Durant tota la resta del segle Hondures va ser governada per presidents imposats per Guatemala, El Salvador i Nicaragua. El General José María Medina va exercir com a president diverses vegades durant aquest període, però una intervenció de Guatemala el 1876 el va treure del poder al costat dels seus partidaris. En el seu lloc va arribar Marco Aurelio Soto, que va governar amb el suport del president Justo Rufino Barrios. Soto va implementar a Hondures la Reforma Liberal, a través de la qual va desenvolupar l'economia i va convertir el país en una societat moderna.
Però el 1883 Soto també va caure en desgràcia amb Barrios i es va veure obligat a dimitir. El seu successor, el general Luis Bográn, va sobreviure en el càrrec fins a 1891 quan el general Ponciano Leiva (que va governar breument en tres ocasions 1873-1876) va tornar al poder en unes eleccions manipulades. Tot i ser un liberal, Leiva va intentar governar com un dictador absolut. Leiva va dissoldre el Partit Liberal d'Hondures (PLH) i va deportar els seus dirigents.
El resultat d'això va ser una nova ronda de conflictes de la qual, el reconstituït Partit Liberal finalment en va sortir victoriós. El PLH va ser dirigit per Policarpo Bonilla, amb el suport del dictador liberal de Nicaragua, José Santos Zelaya.
Quan Bonilla va assumir el poder el 1894, aquest va començar a implementar cert grau d'ordre en l'escena de la política hondurenya. Una altra constitució va ser promulgada el 1895, i Bonilla va ser triat per a un mandat de quatre anys. L'administració de Bonilla va modernitzar el codi civil, va millorar les comunicacions, i va fer un esforç per resoldre la perllongada disputa fronterera amb Nicaragua. Bonilla també es va assegurar que el general Terencio Sierra el reemplacés al final del seu mandat el 1899.

## Segle XX

### L'enclavament bananer

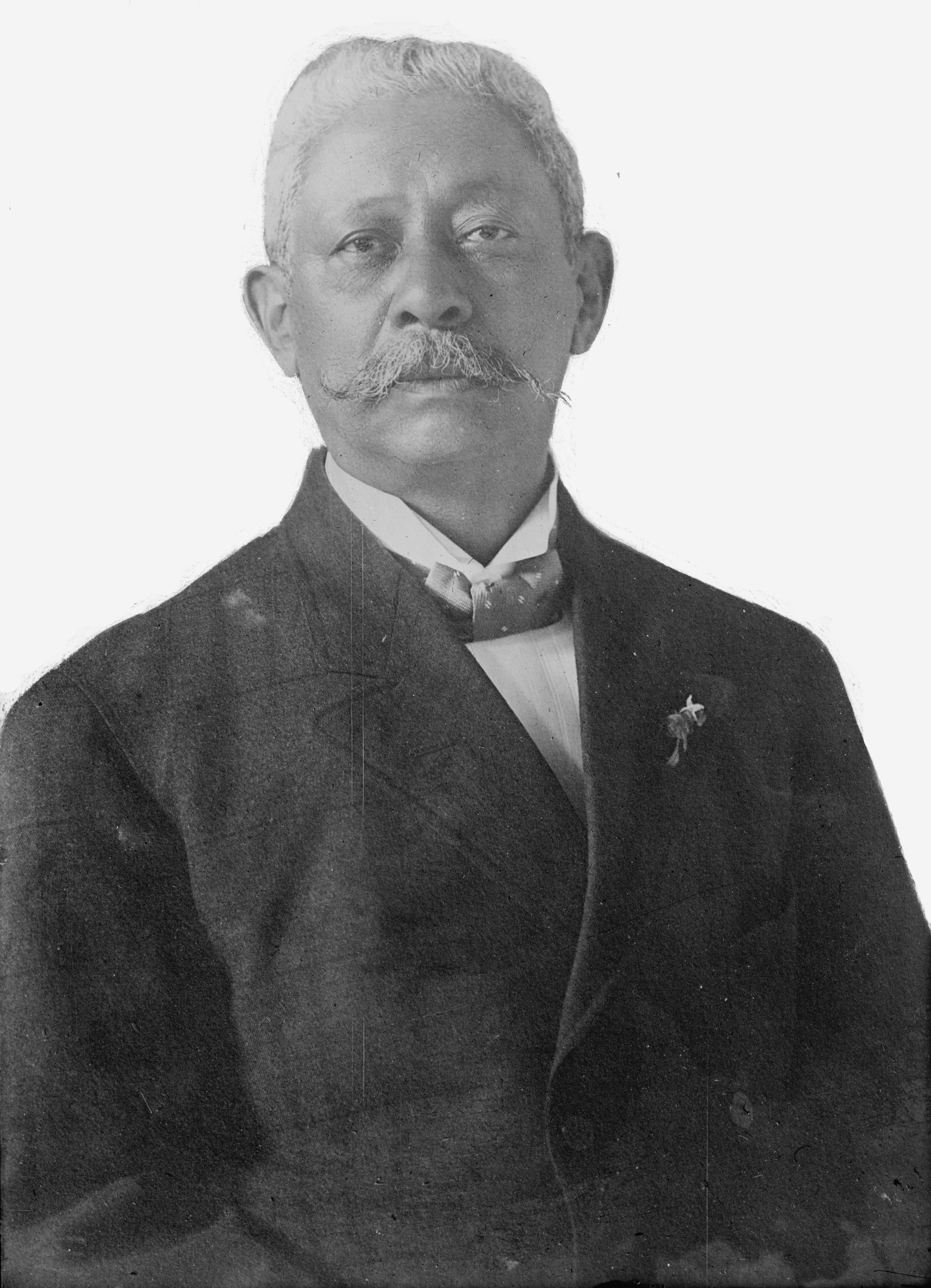
Manuel Bonilla

El president Terencio Sierra va ser el primer governant d'Hondures del segle xx, després de rebre la presidència de mans de Policarpo Bonilla el 1899. Durant la seva gestió, es va donar un dels fets històrics més importants en la vida econòmica i política del país. "Els germans Vaccaro, una família d'origen italià que comerciaven banana a Nova Orleans, va rebre concessions de terres a la Costa Nord ... L'empresa dels Vaccaro, com ho van fer més tard altres concessionaris a la Costa nord, va aprofitar els privilegis que li atorgaven les concessions per exportar banana des de La Ceiba."
Un cop complert el seu període presidencial, Sierra va fer esforços per perpetuar-se en el poder, però va ser enderrocat pel general Manuel Bonilla. Aquest governant demostrà ser millor amic de les companyies bananeres que el mateix Terencio Sierra. Durant la seva administració aquestes empreses va aconseguir exempcions d'impostos i permís per a la construcció de molls i carreteres. També van obtenir concessions per construir vies artificials per transportar la banana i canalitzar els rius Salado i El Porvenir, així com el permís per obtenir les cartes per a la construcció del nou ferrocarril.
Durant el seu mandat el conservador, Manuel Bonilla va empresonar l'expresident Policarpo Bonilla durant dos anys i va prendre altres mesures per reprimir l'oposició política dels liberals, que eren l'únic partit polític organitzat. Els conservadors es van dividir en una sèrie de faccions personalistes i no tenien un lideratge coherent. Manuel Bonilla va fer alguns esforços per reorganitzar els conservadors en un partit polític. L'actual Partit Nacional d'Hondures (PNH) té els seus orígens en la seva administració. Manuel Bonilla va promoure algunes millores internes, en particular la construcció de carreteres. Però potser la major fita de l'administració Bonilla, va ser la delimitació de la frontera amb Nicaragua especialment a la zona de la Mosquitia, per la qual hi va haver una llarga disputa.
El 1906 Manuel Bonilla va resistir amb èxit una invasió des de Guatemala, però aquest va ser el seu últim gran èxit. El pacte d'amistat que tenia signat (1906) amb Guatemala i El Salvador va ser interpretat com una aliança anti-nicaragüenca pel president Zelaya de Nicaragua. Zelaya va començar a donar suport als liberals exiliats d'Hondures al seu país en un esforç per enderrocar Manuel Bonilla. Bonilla va intentar resistir amb l'ajuda dels salvadorencs. Però al març, les seves forces van ser derrotades de manera decisiva, en una batalla notable per l'aparició de metralladores en els conflictes civils de Centreamèrica.

### Inestabilitat i tractats de pau

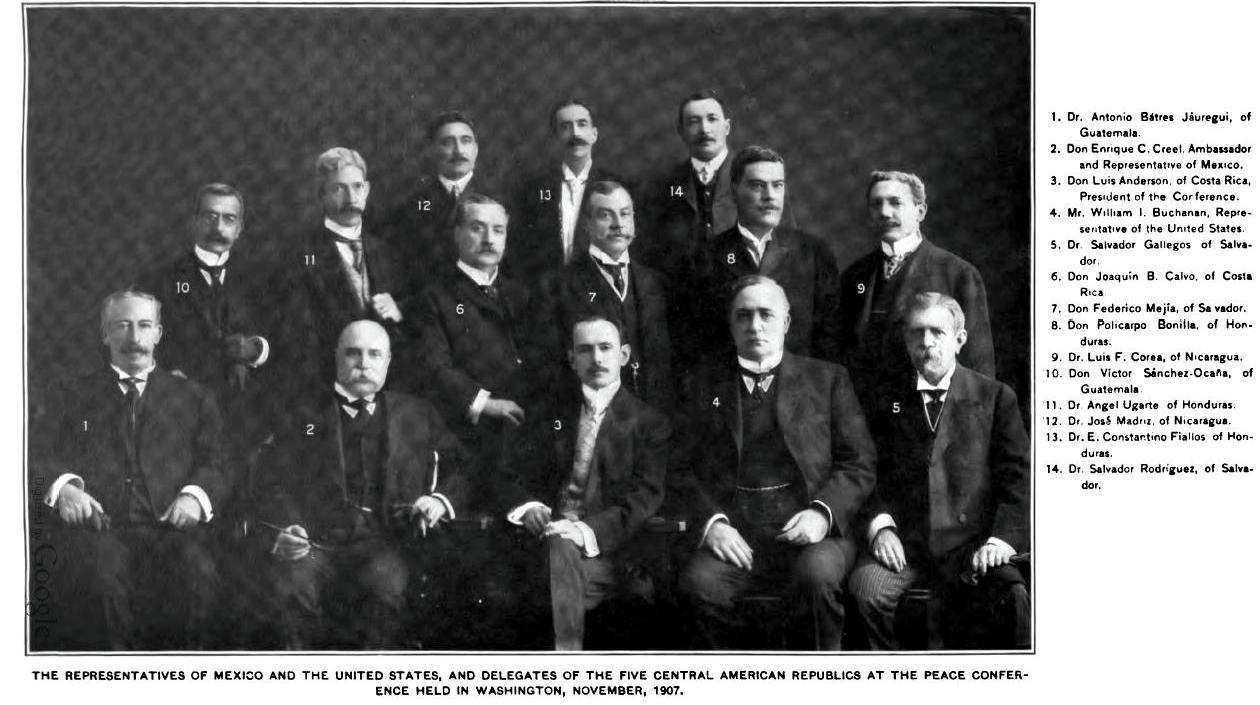
Conferència de Pau i Amistat 1907

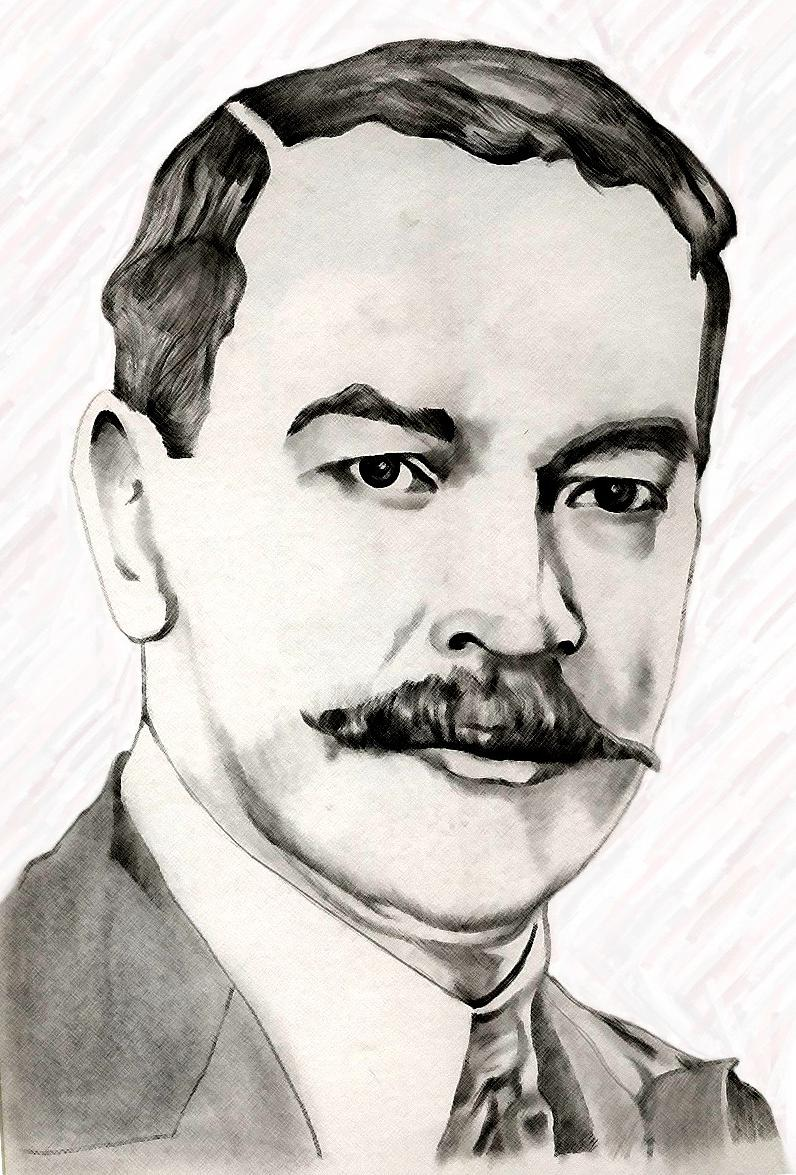
Vicente Mejía Colindres

"La Junta Provisional de Govern, integrada pels generals Miguel Oquelí Bustillo, Màxim B. Rosales i J. Ignacio Castro, va designar a Miguel Rafael Dávila Cuellar com a nou president de la república ... Les primeres mesures van ser pacificar el país i sotmetre els caps rebels de l'antic règim de Manuel Bonilla. La influència dels governs de Nicaragua i El Salvador en intervenir en els assumptes interns d'Hondures, va obligar el president Dávila Cuellar a mobilitzar tropes cap a les fronteres."

"El 20 de desembre de 1907, es va celebrar a Washington, el Tractat general de pau i amistat per posar fi a les hostilitats de Nicaragua i El Salvador contra el govern de Dávila. Elegit l'1 de març de 1908 per al període constitucional, l'administració es va enfrontar a la invasió de Manuel Bonilla. Per la gravetat del conflicte polític-militar, el govern dels Estats Units d'Amèrica va intervenir."
Les negociacions entre les forces del govern i l'oposició military de Manuel Bonilla, conegudes com a Conferències del Tacoma, amb la mediació del govern nord-americà, es van dur a bord d'un vaixell de guerra d'aquest país ancorat a la badia de Puerto Cortés, amb la presència del representant del departament d'Estat, Thomas C. Dawson. Com a resultat de les converses, el president Dávila renuncia i nomena Francisco Bertrand com a governant provisional.
De 1920 a 1925 van tenir lloc 17 alçaments o intents de cop d'estat a Hondures amb la participació dels països veïns. Això va contribuir encara més a la inestabilitat política del país. Els Estats Units, preocupats per protegir els seus interessos al país, van tractar de mediar amb un segon Tractat de Pau el 1923. Vicente Mejía Colindres va assumir el càrrec el 1929 amb grans esperances per a la seva administració i la seva nació. Hondures semblava encaminar-se cap al progrés polític i econòmic. Però moltes de les esperances de Mejía Colindres es van esvair amb l'inici de la Gran Depressió.
El general Tiburcio Carías Andino va governar a Hondures dictatorialment durant la 'Gran Depressió', fins al 1948. Durant el seu govern la situació fiscal del país va millorar notablement, va modernitzar les forces armades i va millorar lleugerament l'educació i la infraestructura d'Hondures. A més, va portar ordre i una pau relativa que el país no havia tingut, tot i que per això va haver de fer ús de la repressió. Pressionat pel govern dels Estats Units, el general Carías va permetre eleccions lliures al país. Tanmateix, Carías va trobar maneres d'usar la seva influència i nominar Juan Manuel Gálvez com a candidat pel Partit Nacional.
Juan Manuel Gálvez va guanyar les eleccions sense cap oposició. Durant el seu govern, Gálvez va seguir la major part de les polítiques fiscals de l'administració Carías, la reducció del deute extern i va pagar fins a l'últim dels bons britànics. Les companyies fruiteres seguir rebent un bon tracte per part de Gálvez. A més, Gálvez va establir alguns canvis notables en comparació als últims quinze anys. L'educació rebé major atenció, i va començar a rebre una part més gran del pressupost nacional. El canvi més evident va ser en l'arena política. VA ser restaurat un considerable grau de llibertat de premsa. Al Partit Liberal se li va permetre reorganitzar-se, així com a altres grups polítics. Així mateix, els treballadors també es van beneficiar durant el seu govern.

### La crisi constitucional de 1954

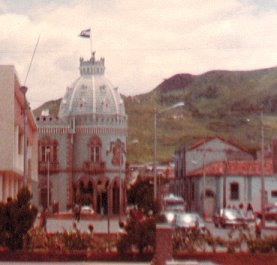
Antic Palau Presidencial d'Hondures

Els programes liberals impulsats per Gálvez no van deixar gens content l'expresident Tiburcio Carías Andino, de manera que va decidir postular-se a la presidència pel PNH malgrat la seva avançada edat. Aquest moviment, però, va dividir al partit, i els membres més moderats es van separar per formar el Moviment Nacional Revolucionari (MNR). La divisió del partit en el poder va encoratjar el Partit Liberal (PLH), que es va unir darrere de la candidatura de Ramón Villeda Morales, un metge de Tegucigalpa que va ser vist com una mica a l'esquerra en l'espectre polític del partit.
La campanya política i les eleccions van ser molt lliures i honestes. El 10 d'octubre de 1954, aproximadament 260.000 dels més de 400 mil votants van acudir a les urnes. Ramon Villeda Morales va guanyar convincentment amb 121.213 vots, Carías va rebre 77.041, i Abraham Williams va aconseguir 53.041. Tanmateix Villeda no va arribar a ser escollit perquè sota les lleis d'Hondures, era necessari obtenir una majoria per ser elegit president.
Donat aquest escenari es va repetir els fets durant l'elecció de 1924. La constitució requeria, en primer lloc, que dos terços dels membres de la nova legislatura havien d'estar presents i votar per elegir un president i, en segon lloc, que el vencedor havia de rebre dos terços de vots de la legislatura. Per complicar encara més les coses, Gálvez se'n va anar a Miami suposadament per rebre tractament mèdic, encara que algunes fonts asseguren que aquest simplement va fugir del país, per deixar el govern en mans del vicepresident Julio Lozano Díaz.
Incapaços de reconciliar les seves diferències i no disposats a acceptar Villeda Morales com a president, els diputats del PNH i MNR van boicotejar l'assemblea legislativa, amb la qual cosa es va produir una crisi constitucional. Aquesta Constitució estipulava que en cas de bloqueig del Congrés li corresponia a la Cort Suprema de Justícia elegir el president. Però els membres de la cort eren persones nomenades per Carías, per la qual cosa el PLH es va oposar a aquest procediment.
Davant aquesta conjuntura, el vicepresident, Julio Lozano Díaz va suspendre sobtadament la legislatura i va anunciar que actuaria com a president fins a noves eleccions. Lozano Díaz va declarar que havia de formar un govern d'unitat nacional amb membres del gabinet elegits d'entre tots els grans partits i va rebre promeses de suport dels tres candidats a les eleccions de 1954. En el seu discurs del 6 de desembre Díaz anuncià que ell "actuaria com un sol magnífic, que a tots il·lumina i ningú crema." Segons l'historiador Longino Becerra: "Al principi tot va ser harmonia entre les forces que es van repartir el poder polític de la Nació."
Però Lozano Diaz, aviat va deixar clar que no tenia cap intenció de lliurar el poder en eleccions lliures. Va organitzar el seu propi partit (Partit Unió Nacional, o PUN) i va comptar amb el suport de les companyies bananeres i "la burgesia dissident del partit nacional. " Així mateix, va limitar les activitats d'altres partits polítics i, el juliol de 1956, Villeda Morales i altres líders PLH van ser arrestats i portats de sobte a l'exili. Unes setmanes més tard, el govern va esclafar un alçament de 400 soldats a la capital. L'opinió pública, però, s'estava convertint cada vegada més hostil al president, i els rumors de la seva imminent caiguda havia començat a circular.
El 21 d'octubre de 1956, les forces armades, dirigides pel director de l'Escola Militar, general Roque J. Rodríguez, el comandant de la Força Aèria, coronel Héctor Caraccioli i pel major Roberto Gálvez Barnes, van enderrocar i van enviar a l'exili Julio Lozano Díaz. Aquests van establir una junta militar per governar el país, fins a la celebració de noves eleccions.

## Governs militars

### El cop d'estat de 1963

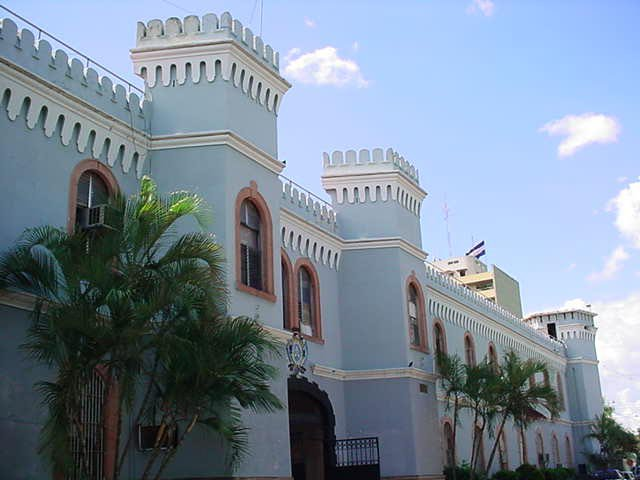
Comandància General de les Forces Armades d'Hondures

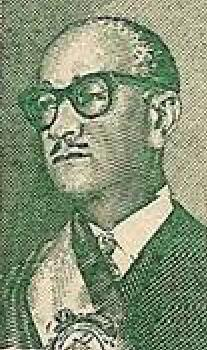
Ramón Villeda Morales

El problema més gran dels militars, va ser la celebració d'eleccions per a una legislatura i la selecció d'un nou president. Al final, aquests es van decidir per un sistema de representació proporcional, i així les eleccions es van dur a terme a l'octubre. El PLH va aconseguir la majoria dels sufragis, i al novembre, pel vot de trenta-set a vint, l'assemblea va seleccionar Ramon Villeda Morales com a president per un mandat de sis anys a partir l'1 de gener 1958.
L'administració de Villeda va fer tremends esforços per millorar la qualitat de vida dels hondurenys. El govern va obtenir fons provinents del Fons Monetari Internacional (FMI) per estabilitzar la moneda. Així mateix, es van obtenir fons del Banc Mundial per començar la pavimentació de la carretera nord cap a la capital. Major atenció se li va donar a un nou codi del treball, l'establiment d'un sistema de seguretat social, i es va començar un programa de reforma agrària.
El programa de reforma va produir una creixent oposició entre els elements més conservadors de la societat hondurenya. Hi va haver aixecaments dispersos durant els anys inicials de Villeda Morales al poder, però els militars van romandre lleials i van esclafar ràpidament els disturbis. No obstant això, el suport dels militars es va començar a evaporar a principis de la dècada de 1960. Això va ser en part el resultat de les creixents crítiques al govern per part de les organitzacions conservadores, com la Federació Nacional d'Agricultors i ramaders d'Hondures (FENAGH), que representa els grans terratinents.
El canvi d'actitud en els militars, també va reflectir la preocupació pel que es considerava com a trastorn de les zones rurals i les més freqüents i creixent influència radical en els grups d'obrers i camperols. Així mateix, es van deteriorar les relacions amb els estats veïns, especialment amb Nicaragua, el que també va contribuir enormement a la tensió. Però les principals causes del deteriorament de les relacions entre els militars i Villeda Morales, va ser la creació d'una Guàrdia Civil per part del president el 1957. Aquesta era, una policia militaritzada que obeïa exclusivament el President i no el cap de les forces armades. Les eleccions estaven previstes per a l'octubre de 1963. Igual que el 1954, el PLH s'enfrontava a una oposició dividida. El PNH havia nominat Ramon Ernesto Cruz, mentre que una facció del Partit va apostar pel fill de l'expresident Carías.
El PLH va ignorar els desitjos del seu president i va nomenar Modesto Rodas Alvarado, una figura carismàtica, molt partidista però considerat esquerrà. Tots els senyals apuntaven a una victòria aclaparadora del partit Liberal, un resultat que els militars van trobar cada vegada més difícils de digerir. Els rumors d'un cop d'Estat va començar a circular a finals de l'estiu de 1963. Els Estats Units es va oposar a aquest curs de l'acció, fins i tot va enviar un oficial d'alt rang del Comando Sud a la Zona del Canal de Panamà per intentar convèncer el cap de les Forces Armades, coronel d'aviació Oswaldo López Arellano perquè cancel·lés el cop d'Estat..
Villeda Morales també va fer el mateix per aturar el cop d'estat. No obstant això, abans de l'alba del 3 d'octubre de 1963, els militars van prendre el poder. El president Villeda i els candidats presidencials del PLH van ser enviats a l'exili, el Congrés va ser dissolt, la constitució va ser suspesa, i les eleccions previstes van ser cancel·lades. El coronel López Arellano es va proclamar president, cosa que va portar els Estats Units a trencar relacions amb Hondures.

### Govern d'Oswaldo López Arellano

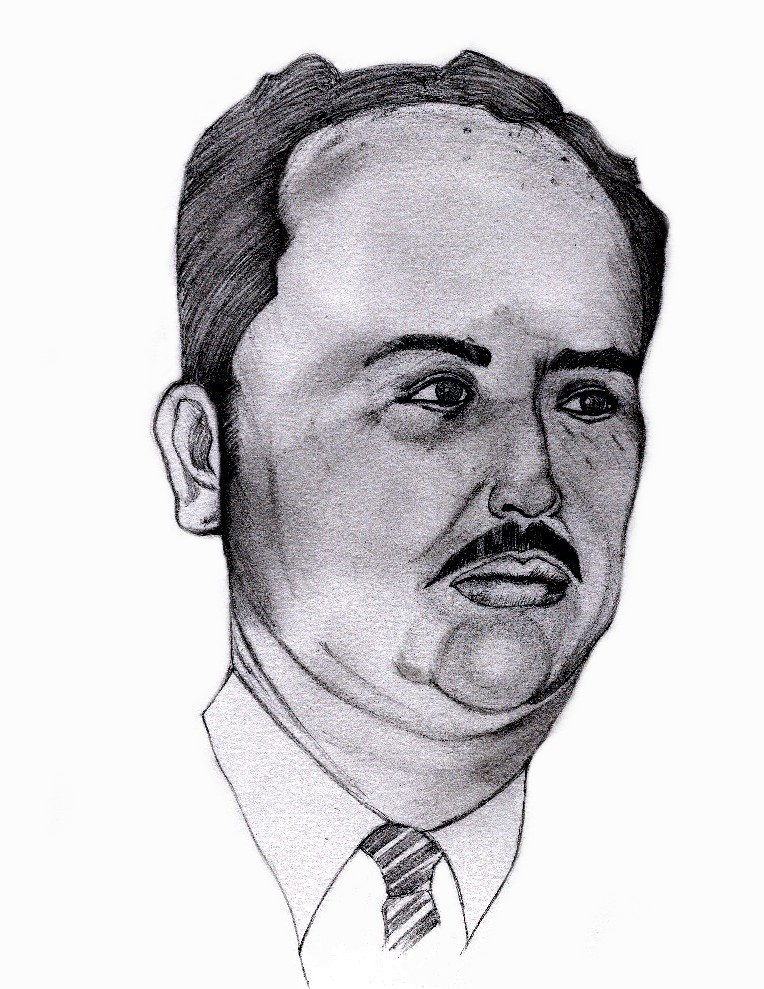
El coronel d'aviació, Oswaldo López Arellano va enderrocar el president, Villeda Morales

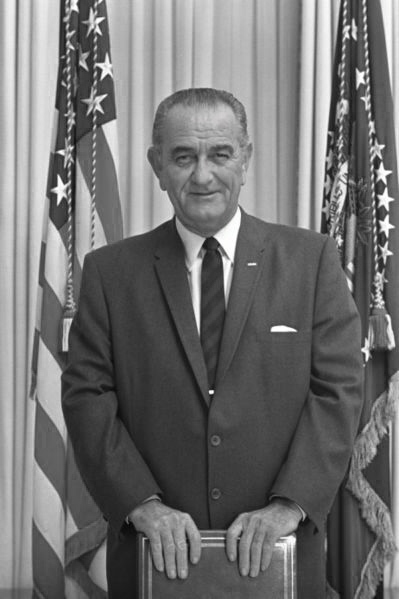
El president Johnson va reprendre l'ajuda militar a Hondures

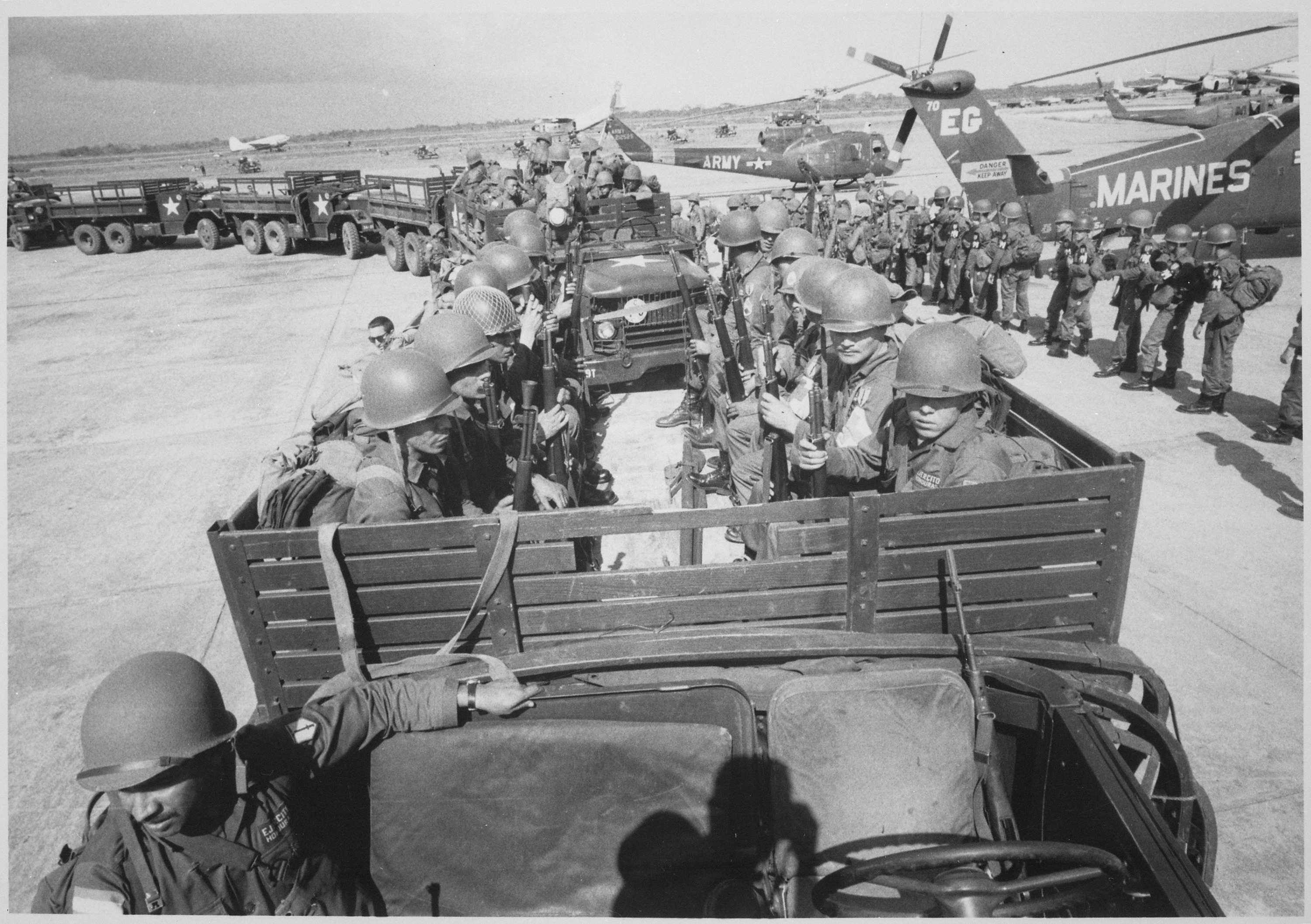
Tropes hondurenyes a la seva arribada a Santo Domingo

La creixent influència radical esquerrana va ser l'excusa que usà el govern d'Oswaldo López Arellano per justificar el cop d'estat. López, després es va moure astutament per consolidar-se al poder. Aquest va dissoldre o atacar d'una manera o altra a les faccions de tendència esquerrana
La Llei de Reforma Agrària va ser anul·lada amb eficàcia, en part per la negativa del règim de López d'assignar diners per l'Institut Nacional Agrari (INA). A més, altres sindicats pagesos incloent la Unió Nacional de Camperols (UNC), van ser durament perseguits pel govern de López Arellano. A més, es va relacionar al govern de López amb una organització secreta coneguda com la 'Macha Brava'. Aquesta organització, va obtenir gran part dels seus membres de les files dels empleats públics. Era utilitzada per atacar els esquerrans, i intimidar opositors polítics.
El cap d'Estat, es va comprometre a convocar eleccions per a una nova legislatura. D'aquesta manera, López va aconseguir el 1964, que el seu govern fos reconegut pel president dels Estats Units, Lyndon B. Johnson. Poc després, Estats Units va reprendre l'ajuda militar, la qual havia estat suspesa després del cop d'estat.
Durant el seu govern, Oswaldo López Arellano aconseguí desenvolupar una estreta relació amb importants membres del Partit Nacional. Un factor important per a aquests vincles, va ser el líder del Partit, Ricardo Zúñiga Agustinus qui va exercir la posició clau de Secretari d'Estat de la Presidència. Així mateix, altres membres del Partit Nacional van servir en el gabinet de López, i li donaren un caràcter cívic-militar. Aquesta relació entre nacionalistes i el govern de López distancio a l'administració de López Arellano amb els membres del Partit Liberal.
Per donar una aparença de legalitat al seu govern, López Arellano va promulgar una nova constitució amb un congrés unicameral. Després va cridar a eleccions per aquest nou congrés. Al novembre (1964), es va decretar amnistia general per figures polítiques d'oposició. D'aquesta manera, els exiliats van poder tornar i així el Partit Allibera va poder reprendre l'activitat política. No obstant això, durant la campanya política, el Partit Nacional es va comprometre a designar López Arellano com a president en cas d'obtenir el control de congrés.
La votació es va dur a terme el 16 de febrer de 1965; el PNH va obtenir 35 escons, i el PLH 29. El PLH va acusar el govern de manipular els resultats, i alguns líders del partit van instar els seus partidaris a boicotejar les reunions de l'assemblea. Però el PLH va ser incapaç de posar-se d'acord sobre aquesta tàctica. - suficients membres PLH van prendre els seus seients quan el Congrés es va reunir el 15 de març per donar el quòrum necessari. Els delegats del PNH van mantenir la seva promesa i van triar López Arellano com a president per a un nou mandat de sis anys (1965 i 1971).
Durant la primera part de la seva administració, López Arellano va tenir cert èxit en els assumptes exteriors. Un dels primers actes del seu govern va ser unir-se a Guatemala i Nicaragua en l'establiment del Consell de Defensa Centreamericà (CONDECA). Aquest va ser un pacte militar entre els països d'Amèrica Central i els Estats Units per a la coordinació de les activitats de contrainsurgència. El Salvador es va unir poc després, i el 1965 el CONDECA va celebrar el seu primer exercici militar conjunt a la costa caribenya d'Hondures. Aquest mateix any, Hondures va contribuir amb un petit contingent de tropes de l'OEA, per a la vigilància de les eleccions a la República Dominicana. Així mateix, Hondures va millorar les seves relacions amb Nicaragua, els Estats Units, i altres països, però la seva relació amb el Salvador va empitjorar.

### La guerra de 1969

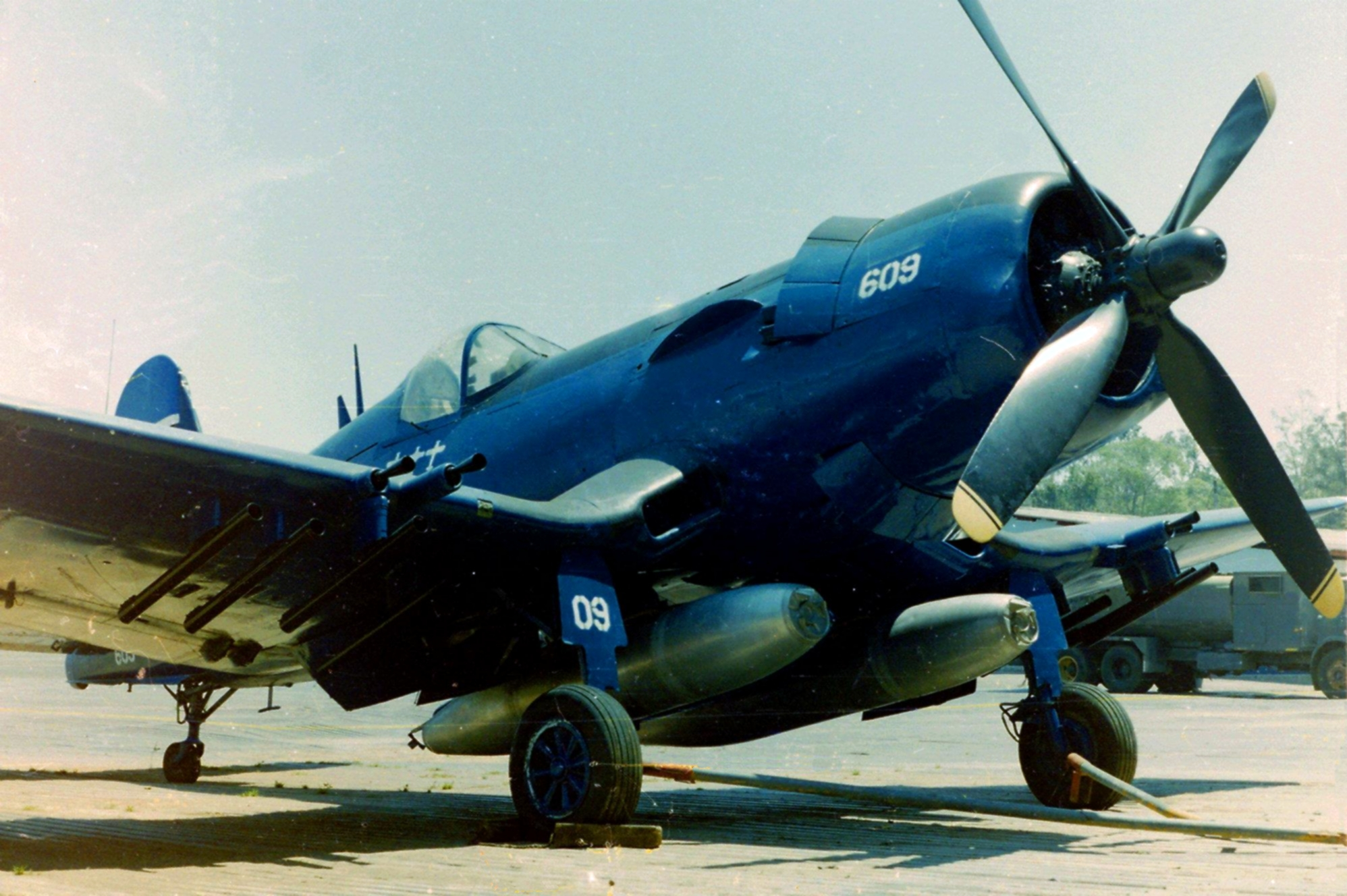
Corsari usat durant la guerra de 1969

El 1968 el règim de López Arellano semblava estar en seriosos problemes. La pèssima situació econòmica va produir conflictes laborals, disturbis polítics, i fins i tot les crítiques de grups conservadors com la FENAGH. La situació política es va deteriorar; el govern hondureny i alguns grups privats van culpar dels problemes econòmics del país en els prop de 300.000 immigrants indocumentats salvadorencs a Hondures. La FENAGH va culpar els immigrants salvadorencs d'invasions il·legals de terres.
Les tensions van augmentar al juny de 1969, quan els equips nacionals dels dos països es preparaven per enfrontar-se amb vista a la Copa del Món de Futbol de 1970. Durant la primera trobada celebrada a Tegucigalpa, es van donar alguns disturbis. Però la situació es va tornar molt pitjor durant el partit de tornada celebrat a San Salvador. Aficionats hondurenys van ser maltractats, la bandera i l'himne nacional d'Hondures van ser insultats, i les emocions en els dos països va arribar a punts extremadament agitats.
En represàlia, els hondurenys van actuar violentament en contra de molts residents salvadorencs a Hondures, inclosos diversos vicecònsols. La premsa d'ambdues nacions contribuir a un creixent clima d'histèria, i així, el 27 de juny de 1969, Hondures va trencar relacions diplomàtiques amb El Salvador. A primera hora del matí del 14 de juliol de 1969 es va iniciar una acció militar concertada la qual es va conèixer com "la guerra del futbol". La força aèria salvadorenca va atacar blancs dins d'Hondures. Així mateix, l'exèrcit salvadorenc va llançar grans ofensives, al llarg de la carretera principal que connecta les dues nacions i en contra de les illes hondurenyes al Golf de Fonseca.

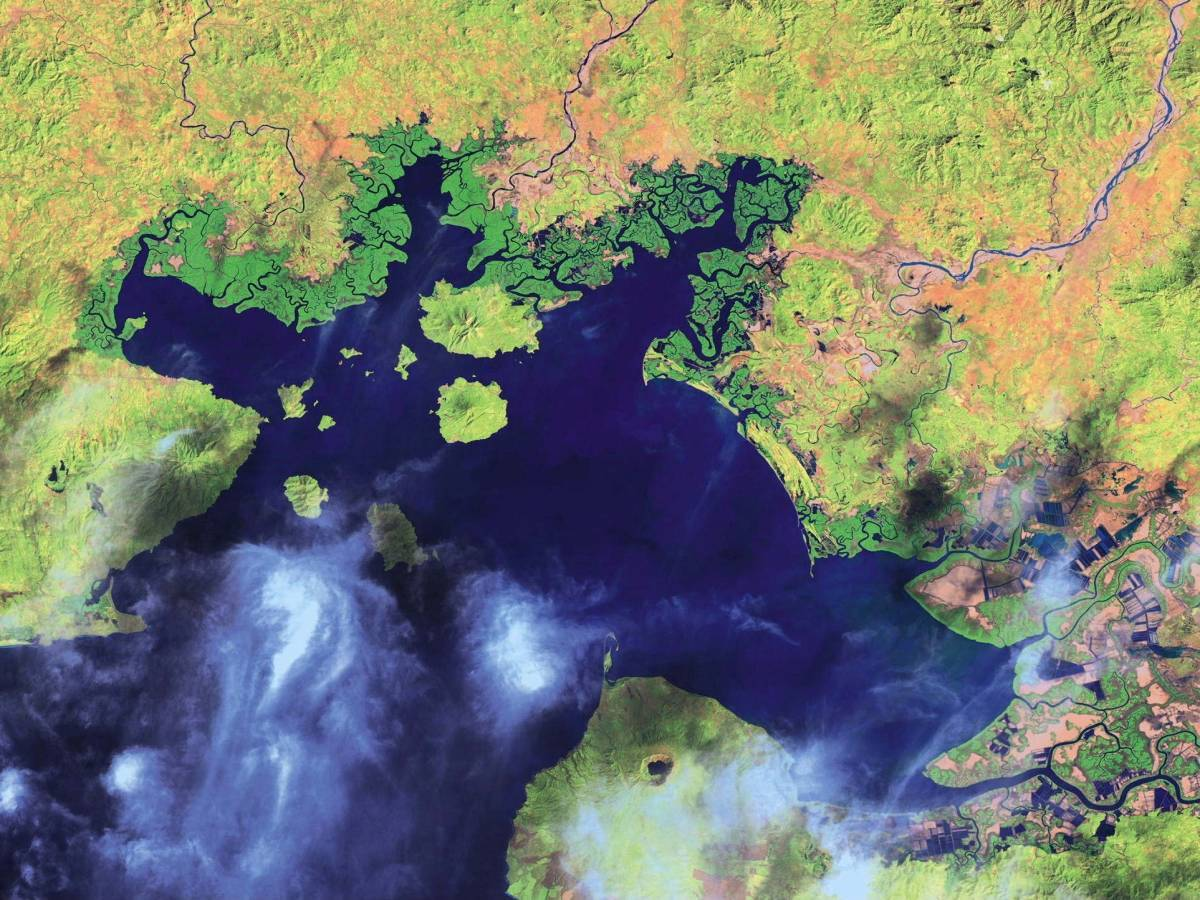
Golf de Fonseca

L'exèrcit salvadorenc, més gran i millor equipat que el d'Hondures, va empènyer l'exèrcit hondureny a més de vuitanta quilòmetres i va capturar la capital del departament d'Ocotepeque. A partir de llavors, l'avanç salvadorenc es va estancar a causa que aquests van experimentar escassetat de combustible i municions. Una de les principals raons per l'escassetat de combustible va ser l'acció de la Força Aèria Hondurenya, que - a més de destruir la petita força aèria salvadorenca - havia danyat enormement les instal·lacions salvadorenques de petroli.
L'endemà que la lluita hagués començat, l'OEA es va reunir en una sessió urgent i va demanar un alto el foc immediat i la retirada de les forces salvadorenques d'Hondures. El Salvador va resistir les pressions de l'OEA durant diversos dies, exigint que primer Hondures es comprometés a pagar les reparacions als ciutadans salvadorencs i garantir la seguretat dels que encara romanien a Hondures.
Es va declarar un alto el foc la nit del 18 de juliol, però aquest no va entrar en vigor fins al 20 de juliol. La guerra va produir pèrdues per ambdues parts. Entre 60.000 i 130.000 salvadorencs havien estat expulsats per la força o havien fugit d'Hondures, la qual cosa va produir una greu pertorbació econòmica en algunes àrees. El comerç entre les dues nacions es va interrompre totalment, va danyar les economies d'ambdós països i va amenaçar el futur del Mercat Comú Centreamericà (MCCA).

### Cop d'estat de 1972

El President Cruz va ser enderrocat per Oswaldo López Arellano

La guerra, va donar lloc a un nou sentit del nacionalisme a Hondures. Milers de treballadors i camperols hondurenys havien anat al govern a demanar armes per defensar la seva nació. La lluita política interna havia estat suspesa breument durant el conflicte amb El Salvador, però al començament de 1970 estava de nou, en ple apogeu.
El govern de López estava sota pressió per iniciar les reformes administratives i electorals, permetre eleccions lliures el 1971, reorganitzar l'exèrcit, i adoptar nous programes econòmics, inclosa una revisió de les relacions d'Hondures amb el MCCA. Representants de les organitzacions sindicals, camperoles, i les empreses conegudes com les forces vives es van reunir amb López Arellano.
Aquests van proposar un Pla d'Unitat Nacional, i va fer una crida als partits polítics a dur a terme eleccions lliures. De la mateixa manera, va fer una crida a crear un gabinet de coalició, i una divisió de llocs en el govern i escons al Congrés. Després d'un llarg debat, els partits polítics tradicionals van respondre a les pressions de les forces vives i dels militars. El 7 de gener de 1971, es va signar un pacte polític per establir un govern d'unitat nacional després de les eleccions del 28 de març de 1971.
Les eleccions de 1971 van ser relativament lliures i honestes. El PLH va designar Jorge Bueso Arias, com el seu candidat presidencial, i el PNH va nominar Ramón Ernesto Cruz. La majoria dels observadors anticipaven una victòria del PLH, però el PNH va fer una campanya més agressiva, fent ús dels mitjans de comunicació i tècniques modernes de campanya política, per primera vegada en la història d'Hondures. Després de finalitzada les eleccions, "Cruz va aconseguir el triomf en les eleccions de març de 1971, amb 306.028 vots, mentre que el candidat liberal va obtenir 276.777 vots; l'abstenció va ser del 32%".
Un cop al govern, Cruz semblava estar a l'altura dels termes acordats entre les forces vives i els partits polítics. El president, va nomenar cinc membres del PLH, cinc membres del PNH, i un oficial militar en el seu gabinet. López Arellano es va mantenir com a cap de les forces armades.
Cruz va impulsar a través d'un reticent Congrés un projecte de llei que retallava els beneficis fiscals i exempcions de les importacions. Aquest projecte de llei va produir l'oposició dels sectors empresarial i laboral. A més va entrar en desacords amb membres del partit liberal, després d'acomiadar dos membres liberals del seu gabinet. A mitjans de 1972 el president havia perdut la major part del suport de sectors no-nacionalistes.
La virtual paralització de la reforma agrària i l'assassinat de diversos camperols per l'exèrcit al departament d'Olancho va enfurismar grups de camperols. Al desembre, camperols i organitzacions sindicals van anunciar una marxa de fam de 20.000 persones a Tegucigalpa per protestar contra la política agrària del govern. Tot això va provocar que el 4 de desembre de 1972, els militars encapçalats de nou per Oswaldo López Arellano, prenguessin el poder, en un cop d'estat pacífic.

### Bananagate

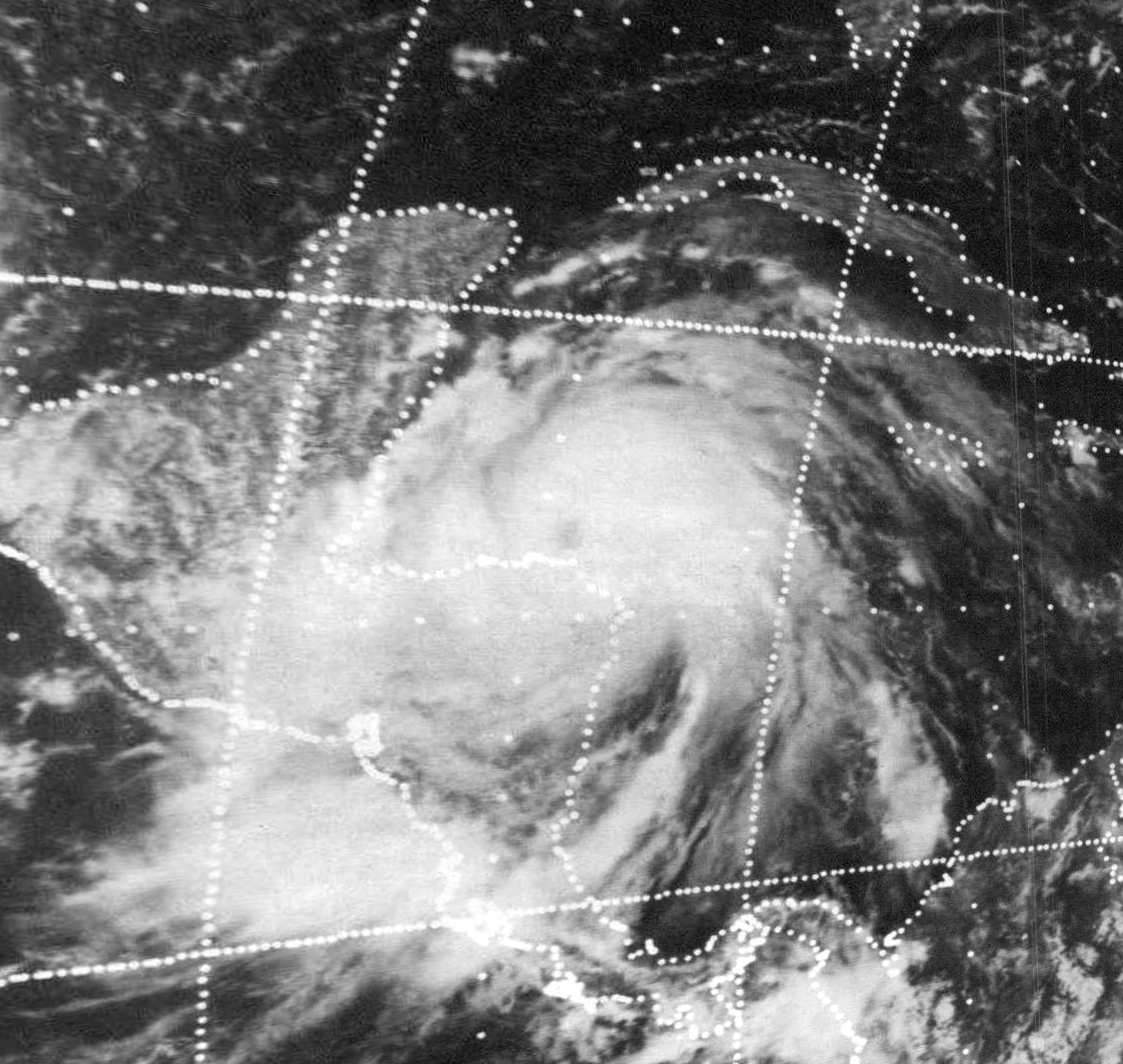
L'huracà Fifí (1974) va causar immensos danys a l'economia hondurenya

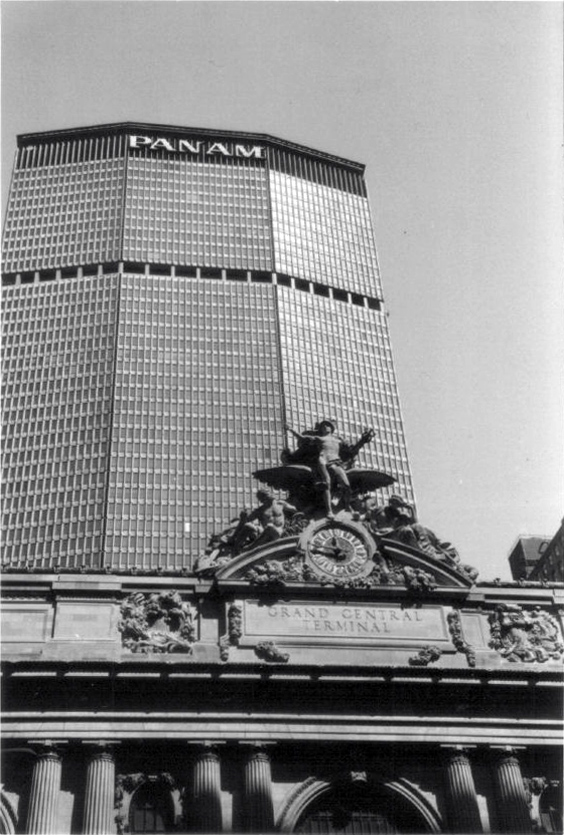
Edifici des d'on va cometre suïcidi, Eli M. Black, en quedar al descobert el suborn bananer de 1975

Durant el segon període del seu govern, López Arellano va experimentar seriosos problemes. El 1974 l'economia creixia a ritme lent, en part per l'immens dany causat al país, per l'huracà Fifí al setembre d'aquell any. La tempesta va ser el desastre natural més devastador en la història recent d'Hondures. Més de 10.000 persones van perdre la vida; l'huracà, a més, va causar immensos danys a la indústria de la banana.
El 1974, Hondures, al costat d'altres països exportadors de banana, va acordar cobrar 50 centaus per caixa exportada de banana. L'impost d'Hondures havia entrat en vigor l'abril de 1974, però va ser cancel·lada sobtadament, quatre mesos després. Poc després, van començar a circular informes segons els quals la United Brands Company, a través del seu president, Eli M. Black, havia pagat $ 1.2 milions a les autoritats hondurenyes per aconseguir la derogació de l'impost. López Arellano i el seu ministre d'economia, Abraham Benatton Ramos van resultar involucrats en el suborn segons The Wall Street Journal en la seva edició del 9 d'abril de 1975.
Les Forces Armades d'Hondures van reaccionar a l'escàndol, destituint a López Arellano i reemplaçant-lo amb el coronel Juan Alberto Melgar Castro. Melgar Castro va resultar ser d'una línia més conservadora que López Arellano. A causa d'això, "mostrava menys decisió pel que fa a dur a la pràctica el programa de reformes." Durant el seu govern es van crear organismes assessors per solucionar els problemes del país. El 19 de maig de 1975, es va crear el Consell Assessor de la Política Bananera. Aquest organisme va suggerir la derogació de les conseciones bananeres, acte que va ser dut a terme amb el Decret-Llei No 253.
El 9 de març de 1976, es va crear el Consell Assessor del cap d'Estat (CADEJE) compost de 35 membres titulars i 35 membres suplents, amb l'objectiu de proposar al Cap d'Estat un projecte de llei electoral. Li corresponia també emetre els dictàmens o opinions que corresponguin sobre els assumptes que li siguin presentats pel Cap d'Estat. I finalment, presentar al cap d'Estat iniciatives sobre la problemàtica nacional. Els partits tradicionals i COHEP, entre d'altres, es van negar a ser part d'aquest consell.
Juan Alberto Melgar Castro va voler postular a la presidència amb el suport de dissidents dels partits Nacional i Liberal així com del PINU i la Democràcia Cristiana. Això no va ser vist amb bons ulls dins del Consell Superior de les Forces Armades i van proposar a Melgar Castro "un canvi de rumb del govern", i li van exigir, entre altres coses, la destitucio de membres del gabinet de govern de Melgar. El cap d'Estat va rebutjar aquestes exigències, i va ser destituït el 7 d'agost de 178. En el seu lloc es va nomenar una junta de govern encapçalada pel cap de les Forces Armades, Policarpo Paz García.

## Restabliment de la democràcia

### Eleccions de 1980
La intromissió dels governs comunistes d'Unió Soviètica i Cuba en els assumptes interns d'alguns països centreamericans, va provocar la caiguda del president Anastasio Somoza a Nicaragua (1979) i la desestabilització del govern salvadorenc. Com que temia l'efecte dòmino a la regió, l'administració nord-americana de Jimmy Carter pressionà el general Paz García a dur a terme eleccions a Hondures. Policarpo Paz García va cedir a les pressions nord-americanes i l'abril de 1980, la ciutadania hondurenya va ser convocada a les urnes per elegir els delegats per a un nou Congrés.
En les eleccions de 1980, tot apuntava a una fàcil victòria del Partit Nacional encapçalat pel nacionalista, Ricardo Zúñiga Agustinus, ja que El Partit Nacional semblava més unit i organitzat que el seu principal opositor el Partit Liberal. A més, la majoria de la població hondurenya, assumia que el PNH seria afavorit pels militars en el poder. D'altra banda, el Partit Liberal patia de divisions internes i manca de lideratge, després de les morts de l'expresident Ramon Villeda Morales i del seu líder posterior, Modesto Rodas Alvarado el 1979.
L'elecció d'abril 1980 tenia un cens electoral de més d'1,2 milions d'hondurenys. D'aquests al voltant d'1 milió d'hondurenys van votar (més del 81%). L'elevat nombre de votants va afavorir al PLH, que va aconseguir 49,4% dels vots emesos. Sota un sistema de distribució complex, el PLH va guanyar 35 escons al Congrés, el PNH, 33 i el Partit Innovació i Unitat, 3. Aquest resultat va produir un considerable debat sobre la composició del següent govern. Hi va haver acord general sobre el nomenament de Paz García com a president interí, de manera que les disputes es van centrar en la composició del gabinet.
En última instància, Roberto Suazo Córdova, nou líder del PLH va ser nomenat president del Congrés. Igualment, el PLH també va guanyar cinc dels escons a la nova Cort Suprema de Justícia. El gabinet es va dividir entre els tres partits polítics i els militars. Les Forces Armades, va rebre el Ministeri de la Defensa Nacional i Seguretat Pública, així com el Ministeri de Relacions Exteriors, i el PNH va adquirir les principals posicions econòmiques.

### Eleccions presidencials de 1981
Al Congrés li va caldre més d'un any per redactar una nova Constitució i una llei electoral per a les eleccions presidencials i parlamentàries de 1981. El treball va ser lent, i les eleccions inicialment previstes per a agost de 1981 va haver de ser posposades fins al novembre. Mentrestant, el Tribunal Nacional d'Eleccions (Tribunal Nacional d'Eleccions - TNE) per unanimitat, va acceptar la condició jurídica necessària perquè el Partit Demòcrata Cristià (PDCH) ocupés un lloc en les paperetes electorals de 1981.
Malgrat la presència dels candidats del PINU i el PDCH en les votacions va quedar clar que aquesta elecció seria essencialment un assumpte de dos partits: el Partit Liberal i el Partit Nacional. El 29 de novembre de 1981, dels 1.214.735 hondurenys registrats, aproximadament el 80,7%, van votar, i donaren al PLH una victòria aclaparadora. El candidat Liberal, Roberto Suazo Córdova va guanyar les eleccions amb 636.392 vots (52,4%), contra 491,089 vots rebuts pel candidat opositor, Roberto Zúniga Agustinus del Partit Nacional va rebre 491,089 vots. Mentrestant, el PINU i el PDCH es van repartir la resta 48.582 vots. Així mateix, el PLH va guanyar el 61% de les municipalitats. Suazo Córdova va ser investit com a president d'Hondures el gener de 1982, amb la qual cosa posà fi a gairebé una dècada de governants militars.

### Govern de Suazo Córdova

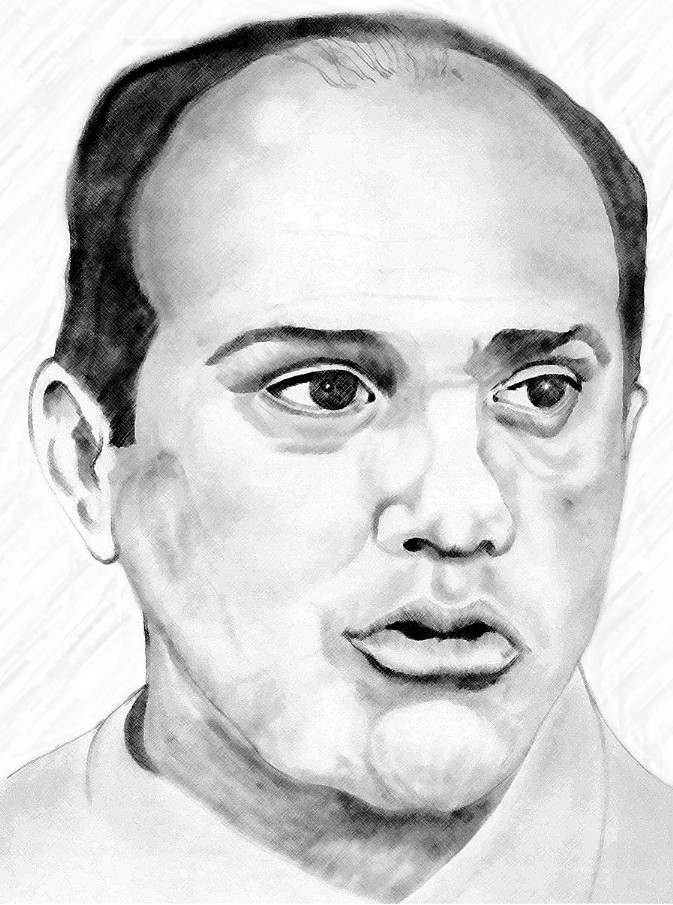
General, Gustavo Álvarez Martínez

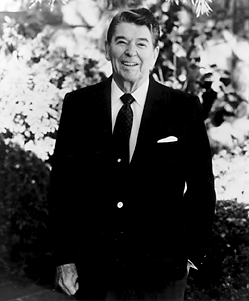
El president Reagan, va emprendre una campanya contra el govern sandinista de Nicaragua des de territori hondureny

Roberto Suazo Córdova, un metge rural de la Paz, era un veterà de la lluita política interna d'Hondures, però no tenia el tipus d'experiència que el podria haver preparat per tenir un paper destacat a escala internacional. En el seu discurs inaugural, Suazo Cordova es va centrar en la necessitat de la lliure determinació i el desig de la seva administració de romandre neutral davant la crisi regional que afectava Amèrica Central.
No obstant això, a poc a poc, Suazo Córdova va començar a percebre al govern sandinista de Nicaragua com una força subversiva que pretenia soscavar l'estabilitat política a Hondures a través de la propaganda, intimidació i ajuda directa a grups subversius a Hondures. Tant l'administració de Suazo com les Forces Armades d'Hondures van coincidir en aquest punt. Això va portar a l'expansió del paper dels Estats Units a Hondures, tant com a assessor polític com també quant a proveïdor d'ajuda militar i econòmica.
El brigadier general Gustavo Álvarez Martínez, que va assumir el càrrec de comandant de les forces armades el gener de 1982 va sorgir com un polític de línia dura en contra dels sandinistes. Álvarez va declarar públicament que Hondures estava "en una guerra a mort" amb Nicaragua, però creia que la guerra s'havia de fer sota els auspicis d'una triple aliança entre Guatemala, El Salvador i Hondures.
D'acord amb diversos observadors, Álvarez tenia un altre aspecte en la seva estratègia anticomunista, vigilància domèstica, execucions. Segons el coronel Leónidas Torres Arias, ex cap de la intel·ligència militar, que havia assumit un lloc d'agregat a Buenos Aires, manifestà als mitjans de comunicació, que el general Álvarez comptava amb un esquadró de la mort. El Comitè Hondureny per a la Defensa dels Drets Humans va semblar confirmar els càrrecs fets per Torres fins a cert punt, en donar a conèixer l'augment del nombre de desapareguts polítics a tot el país. La política de mà dura d'Álvarez va ser fortament criticada per la premsa internacional i grups internacionals de drets humans.
Malgrat aquestes situacions, l'activitat subversiva a Hondures es va expandir a la dècada del 1980. Gran part d'aquest increment se li atribueix directament o indirectament a l'ajuda sandinista a agrupacions com el Partit Comunista d'Hondures. La percepció d'una veritable amenaça esquerrana revolucionària a Hondures va elevar el perfil d'Álvarez tant a Hondures com als Estats Units.
Alguns observadors van veure en Álvarez una continuació de la llarga sèrie de cabdills militars que havien governat el país des de la seva independència. Altres observadors veien el govern d'Hondures com un triumvirat. D'una banda el general Álvarez s'encarregava de la política de la seguretat nacional. D'altra banda, el president Suazo tolerava les decisions d'Álvarez Martínez a canvi que aquest donés suport militarment a les seves polítiques internes. Mentre que els Estats Units recolzava el país econòmicament i militar a canvi de l'ús del territori hondureny per a la formació i entrenament dels contrarevolucionaris nicaragüencs coneguts com els "Contres". El 1980 l'ajuda nord-americana a Hondures va ser de 3,3 milions de dòlars. El 1982 l'ajuda va augmentar a US $ 31.300.000.
A principis del 1984, Álvarez va ser destituït del seu càrrec en permetre l'entrenament de tropes salvadorenques a Puerto Castilla per part de les forces especials dels EUA. Un altre factor important en la destitució d'Álvarez, va ser l'intent del general de reestructurar comandament de les forces armades. A més, els oficials més conservadors de la cúpula militar, van pensar que Álvarez portaria el país a una guerra oberta contra Nicaragua.
El general, Walter Lopez Reis va prendre el comandament de les Forces Armades. Això va produir una sèrie de repercussions tant en la política interna d'Hondures i les relacions amb els EUA. López Reis, va exigir nous augments en l'ajuda militar a canvi de la cooperació d'Hondures en els assumptes regionals. Així mateix va reduir els exercicis militars entre Hondures i els Estats Units.
El 21 de maig de 1985, el president Suazo Córdova i el president nord-americà Ronald W. Reagan van signar un acord per modificar el tractat d'Assistència Militar de 1954. El nou acord va permetre als Estats Units ampliar i millorar les instal·lacions de la base aèria de Palmerola prop de Comayagua.

### Les eleccions de 1985
Després de la sortida forçada d'Álvarez el 31 de març de 1984, el president Suazo Córdova, prèviament opacat en general, aquest va començar a mostrar pistes d'esdevenir un cabdill. Encara que la Constitució prohibeix la reelecció, Suazo Córdova va conspirar per nominar Óscar Mejía Arellano (home de la seva confiança) per les eleccions vinents. La clau per a una potencial victòria de Mejía estava en la composició de la Cort Suprema de Justícia, que podria (segons els termes de la Constitució de 1981) decidir una elecció en cas que cap candidat rebés la majoria de vots. El 1985 la Cort Suprema estava formada, en la seva majoria, per partidiaris de Suazo Córdova.
El congrés es va adonar de les maniobres de Suazo i va remoure del càrrec a cinc jutges. Això va generar una crisi entre els tres poders de l'estat. Suazo va amenaçar de declarar l'estat d'emergència i tancar el Congrés. La policia militar va posar sota custòdia Ramón Valladares Soto, el nou president de la Cort Suprema de Justícia i als altres quatre jutges.
El 3 d'abril de 1985, l'assemblea va aprovar per 49-29 una moció de censura al president per les seves accions. En una altra acció més calculada per frenar el poder del president, la legislatura va aprovar un projecte de llei que establia les directrius per a les eleccions primàries en els partits polítics. Suazo va vetar aquest projecte de llei. Durant els primers dies del litigi entre Suazo i el Congrés, el cap de les Forces Armades, general López, s'havia declarat neutral en el conflicte. Com que els esdeveniments van començar a degenerar, les forces armades van convocar a negociacions directes entre representants de l'executiu i el legislatiu. El 21 d'abril es va produir un acord, els líders del Congrés van anul·lar l'acomiadament dels cinc jutges i van deixar d'insistir en la seva demanda per a eleccions primàries.
En un arranjament complicat, es va acordar que els candidats de totes les faccions polítiques podrien postular a la presidència. El guanyador de les eleccions seria el candidat amb més vots dins d'un mateix partit. Aquesta disposició va ignorar la disposició de la Constitució que indica que el president ha de ser el candidat que obtingui la majoria simple dels vots. La campanya presidencial va enfrontar als liberals, Mejía Arellano i José Azcona en contra del nacionalista, Rafael Leonardo Callejas. Mejía Arellano i José Azcona es van atacar entre si encara més, que al mateix Callejas, candidat de l'oposició. Aquesta divisió va produir que Callejas Romero obtingués 44% dels vots contra 30% Azcona. Però com que el Partit Liberal, en un total combinat amb els vots rebuts per Mejia Arellano va dur Azcona a sumar el 54% del total dels vots, Callejas va presentar una protesta però no passà a més i així Azcona es va quedar amb la presidència.
José Azcona va ser investit el 27 de gener de 1986. En el seu discurs inaugural, el nou president va assenyalar els molts problemes socials que afectaven el país, i va dir que "no hi ha fórmules màgiques" per resoldre'ls. També va destacar el creixent deute nacional i es va comprometre a complir amb les polítiques exteriors guiades pel principi de no-intervenció. Per a Azcona, les perspectives d'una presidència reeixida semblaven febles en part perquè el seu partit en el congrés estava dividit i perquè la crisi a Amèrica Central encara continuava presentant una perspectiva descoratjadora per a qualsevol líder hondureny.

### L'administració de José Azcona

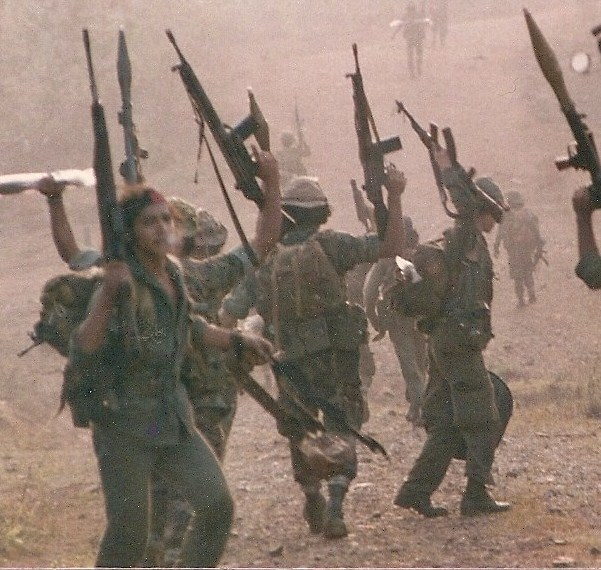
La guerra civil nicaragüenca i la Contra a Hondures va ser el que més va absorbir a l'administració de Azcona

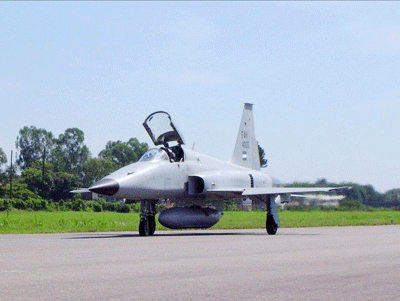
El 1986, la Força Aèria Hondurenya va bombardejar dos poblats nicaragüencs

José Azcona va intentar "distanciar-SE ... de la política de Suazo, caracteritzada per ... una àmplia col·laboració amb "els serveis d'intel·ligència i militars dels Estats Units." "Azcona va assegurar desconèixer la presència dels 'Contras' a Hondures, i va assegurar que si això fos així, seria "una violació de la Constitució", i llavors caldria prendre "les mesures necessàries" per "fer respectar la sobirania" hondurenya. No obstant això, el president Azcona "creia absolutament en la cooperació amb l'administració de Ronald Reagan en matèria de seguretat.
Pel que fa a l'economia, aquesta registrava "un creixement substancial, basat en les exportacions bananeres i cafeteres .... d'altra banda les activitats industrials i del sector de la construcció estaven en franc declivi a causa de la penúria d'inversions, els compromisos del deute extern, que ascendia a 2.400 milions de dòlars, el pagament del qual comprometia una quota creixent dels ingressos de l'Estat, i l'atur, que afectava el 25% de la població activa."
Malgrat els problemes econòmics del país, va ser "la guerra civil nicaragüenca i les aventures de la Contra a Hondures el que més va absorbir a l'administració d'Azcona." El març de 1986 l'Exèrcit Popular Sandinista (EPS) va realitzar incursions prop de Las Trojes, amb el propòsit de destruir el campament 'Contras'. Al desembre d'aquest mateix any, "unitats dels dos exèrcits es van enredar en enfrontaments terrestres al costat de la frontera, mentre que la Força Àrea hondurenya, la més potent de Centreamèrica ... va entrar en acció bombardejant dos pobles nicaragüencs."
"D'erràtica i imprecisa pot ser qualificada l'actuació d'Azcona quant a la Contra, que no només era l'arrel dels problemes de seguretat externa d'Hondures, sinó que també alimentava, per la confluència de guerrillers, mercenaris i personatges de tota mena, els creixents problemes de seguretat interna. Estaven en auge les xarxes del contraban, el crim organitzat i, en particular, el narcotràfic."
El 5 d'abril de 1988, va ser segrestat a Comayagüela, el narcotraficant Ramon Matta Ballesteros per soldats Cobres de les Forces de Seguretat Pública. Matta, que s'havia radicat a Hondures després d'haver-se fugat d'una presó de Colòmbia, va ser lliurat a membres de la DEA que el van traslladar a la República Dominicana per interrogar-lo sobre els seus vincles amb el càrtel de Medellín i la seva responsabilitat en l'assassinat del seu agent, Enrique Camarena Salazar. Després, Matta va ser enviat als Estats Units, allí va ser jutjat i condemnat a cadena perpètua.
Com a resultat d'aquest fet, simpatitzants de Matta i grups d'estudiants i camperols van cremar l'ambaixada dels Estats Units a Tegucigalpa en repudi segons alguns observadors per les "ingerències res subtils i de supeditacions a la superpotència del nord." "Azcona va declarar l'estat d'emergència, va denunciar una suposada conspiració del" narcotràfic internacional "per desestabilitzar Hondures, i va desmentir que la DEA estigués involucrada en la peripècia del narcotraficant."

### Triomf del nacionalisme

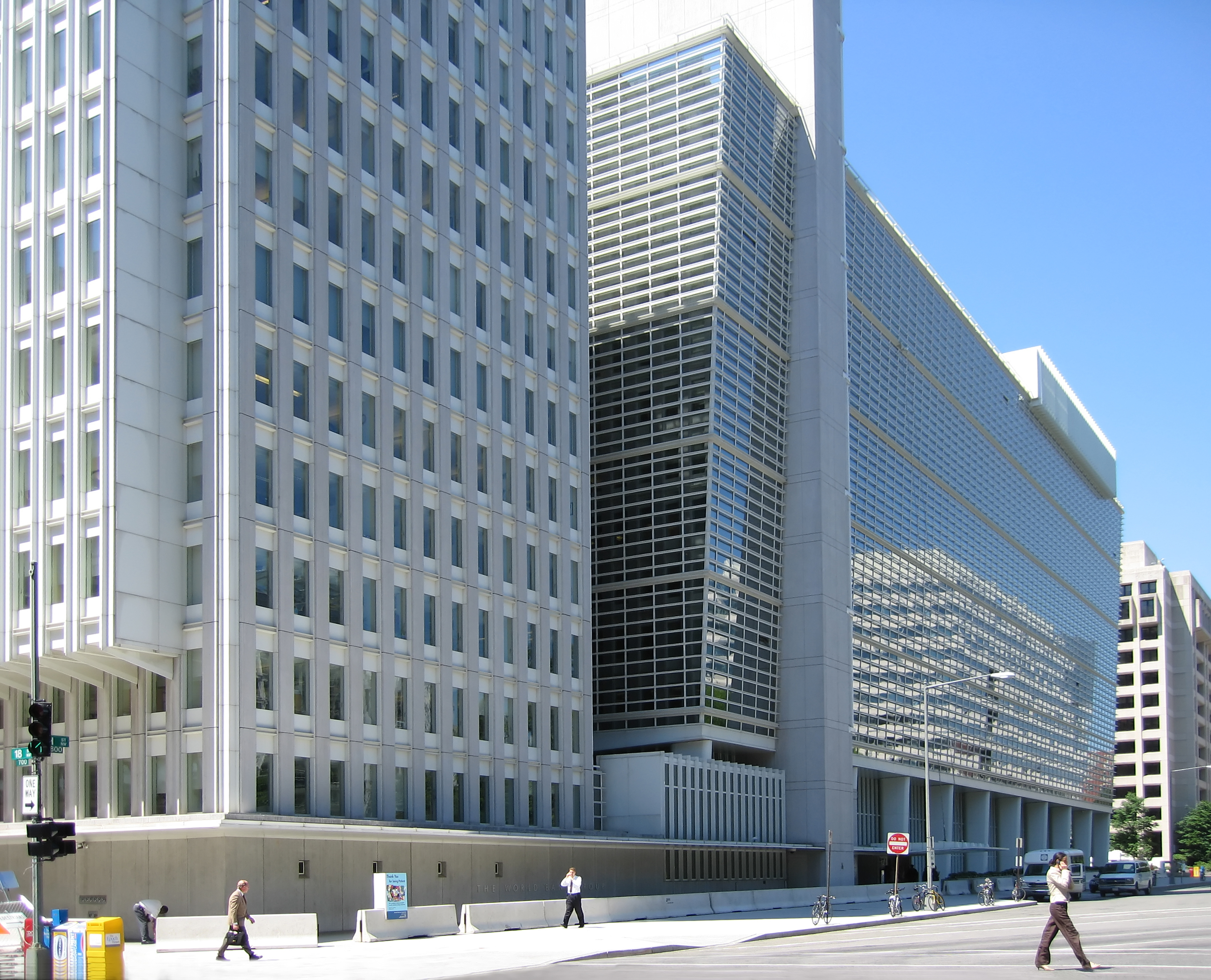
Banc Mundial: Objectiu prioritari del president Callejas va ser reprendre el diàleg amb els organismes multilaterals de crèdit

El novembre de 1989, Rafael Leonardo Callejas i el Partit Nacional van escombrar amb l'oposició, en les eleccions generals. Aquest significar el triomf més impressionant del Partit Nacional (PNH) electoral del segle xx. D'acord amb els resultats finals. Callejas va guanyar la presidència sobre el seu rival liberal, Carlos Flores Facussé, per 50,9% dels vots, contra 43,1% Flors.
Durant la presidència de Callejas es va dur a terme l'expulsió dels més de 12,000 Contres nicaragüencs establerts a territori hondureny, això després de la derrota electoral del règim sandinista a mans de l'oposició. Així mateix, "cal destacar la sentència favorable emesa l'11 de setembre de 1992 pel Tribunal Internacional de Justícia de la Haia sobre el contenciós amb El Salvador per la jurisdicció de 420 km² de territori fronterer (motiu d'un conflicte bèl·lic en 1969) en el golf de Fonseca, que va suposar el lliurament a Hondures de tres quartes parts de l'àrea disputada i la confirmació del seu braç de costa a l'oceà Pacífic. "També durant el seu govern els Estats Units van fer retallades en l'ajuda militar a Hondures, que va passar de $ 41.100.000 el 1989 a només 2,7 $ milions per 1993 "això, un cop finalitzada la guerra freda. Els polítics nord-americans van començar a veure l'exèrcit hondureny, no com un aliat contra el comunisme, sinó com un obstacle corrupte i costós per a la democràcia del país.
En el pla econòmic, Callejas va afrontar les dificultats d'altres governs de la zona a l'hora d'aplicar mesures d'estabilització financera i ajust estructural seguint el precepte de l'FMI, transcendental empresa que va engegar confiat en la popularitat de la qual gaudia com a flamant mandatari. L'objectiu prioritari de Callejas era reprendre el diàleg amb els organismes multilaterals de crèdit, quan es complia un any de la declaració pel Banc Mundial a Hondures com a país inelegible per al desemborsament de nous préstecs.

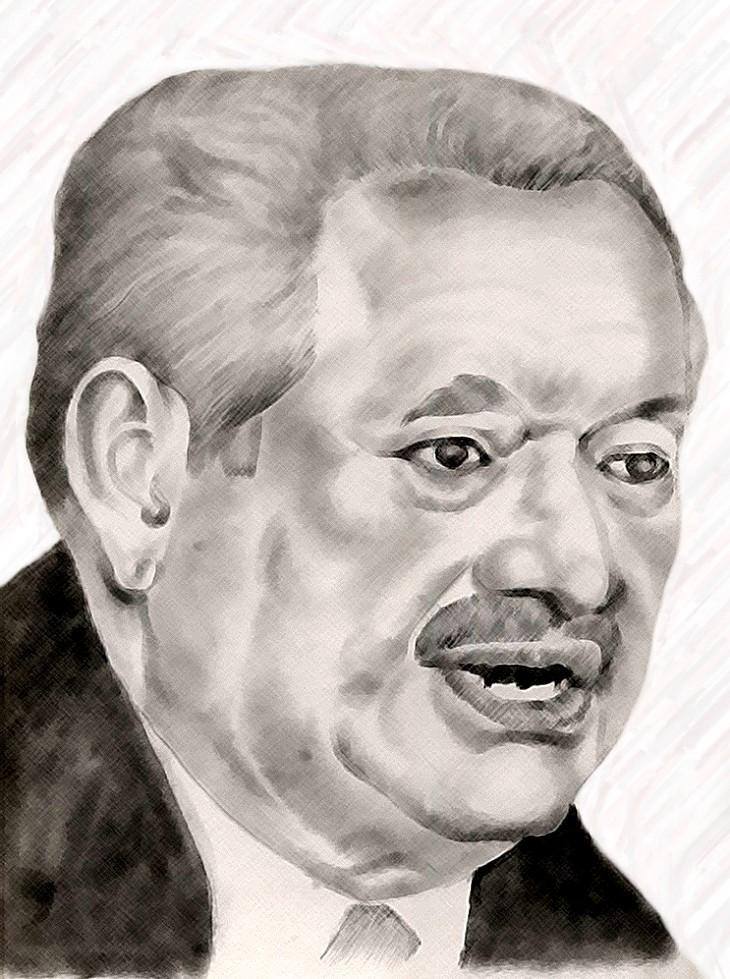
Carlos Roberto Reina

"La Llei d'Ordenament Econòmic, traduïda en successives devaluacions de la moneda nacional, la lempira -que des de 1920 havia mantingut un tipus de canvi fix amb el dòlar-, els acomiadaments massius en el sector públic i la reducció de la despesa social, va castigar inevitablement extenses capes de la població ja de per si colpejades per les mancances pròpies d'un país pobre i amb un repartiment de rendes molt desequilibrat, i el recent i agut desproveïment de tota mena de productes de primera necessitat, provocà, ja en els primers mesos de l'administració de Callejas, una forta contestació social que es va expressar en agitacions de carrer i vagues sectorials convocades per unes organitzacions sindicals molt batalladoras."
"A curt termini, Callejas" com a mínim, va poder presentar com un èxit la represa de l'assistència financera internacional, la qual cosa, unit a les excel·lents relacions amb la potència nord-americana, va facilitar la condonació per Washington el setembre de 1991 de 430 milions de dòlars de deute bilateral."" Al final del seu mandat, la política neoliberal de Callejas se saldava amb un balanç força discret en la macroeconomia, amb un creixement anual mitjà de només l'1,5% del PIB i una inflació erràtica que únicament en l'exercici de 1992 va caure per sota del 10% anual, i indiscutiblement desastrós en el terreny social.
Com era d'esperar, el candidat opositor Carlos Roberto Reina del Partit Liberal va guanyar les eleccions presidencials el 28 de novembre de 1993. El que no s'esperava va ser el gran marge (51%), pel qual Reina es va imposar a Oswaldo Ramos Soto del governant Partit Nacional (PN). D'aquesta manera, les eleccions van confirmar una vegada més el domini dels dos principals partits de la política hondurenya.

### Huracà Mitch

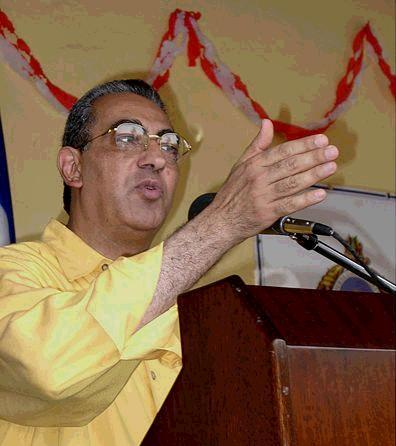
President Carlos Flores

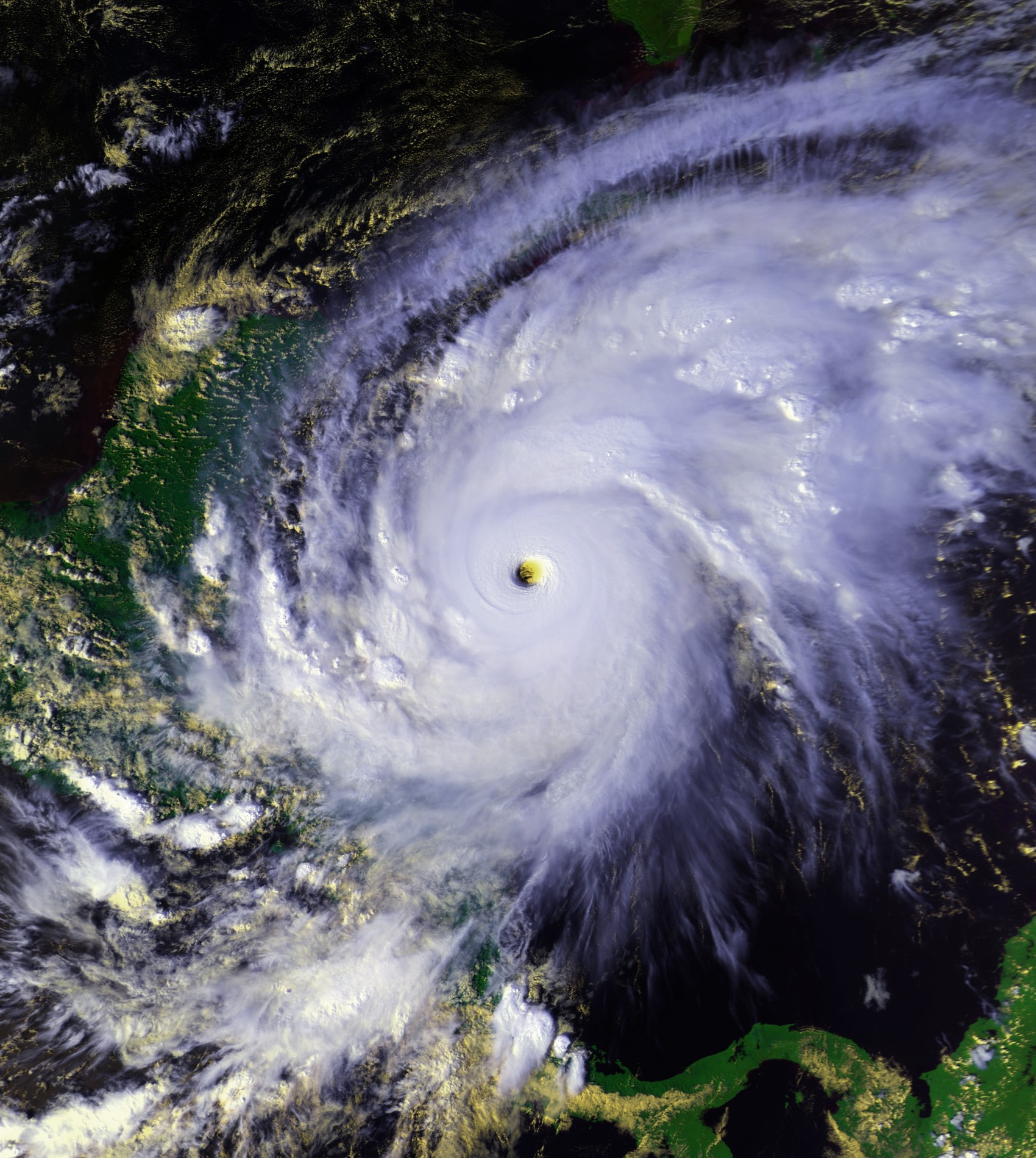
Al seu pas per Hondures, l'Huracà Mitch va deixar més de 5,000 morts i va danyar enormement la infraestructura del país

El 27 de gener de 1994, Reina que es va guanyar a pols la seva populartit pels seus advertiments que havia de "tallar-los les ungles llargues als corruptes" ... pren possessió com a quart president constitucional d'Hondures des de 1982 ... disposat, segons les seves paraules, a "derrotar la corrupció i canviar-li a la pàtria el seu rostre avergonyit".

Un cop al poder, Reina va "emprendre accions definitives per subordinar al poder civil els últims mecanismes amb els quals les Forces Armades havien tutelat els successius governs constitucionals. Passos decisius per la desmilitarització de l'Estat, que era tant com dir l'enfortiment de la democràcia i la societat civil, van ser la creació d'una Policia Civil i l'abolició del servei militar obligatori ... considerat per Reina innecessari després de la desaparició de les tensions" a Centreamèrica.
Reina va posar en marxa la Comissió Interventora i fiscalitzadora de l'Estat per investigar els actes de corrupció ... Però les benintencionades i sinceres iniciatives de Reina per moralitzar les institucions i la vida pública hondurenyes es van saldar amb uns resultats més que dubtosos. "Així, les investigacions judicials sobre l'entorn de l'expresident Callejas per la presumpta comissió de delictes de corrupció i abús d'autoritat van acabar empantanegades, al mateix temps que van sovintejar uns escàndols de corrupció administrativa que van colpejar de ple a l'Executiu liberal, el qual difícilment podia reclamar credibilitat si no assegurava l'honestedat dels seus propis membres."
"Pel que fa a l'economia, el balanç, mixt va ser objecte de diverses interpretacions. Reina va apostar per unes polítiques d'austeritat financera i de reajustament de la plantilla de funcionaris, d'acord amb els preceptes liberals." Durant els quatre anys de la presidència de Reina el país va experimentar un creixement del PIB del 2,5% per culpa de la recessió de l'1,9% del 1994, ja que 1995 i 1997 van registrar una taxa positiva del 4,5%. La inflació es va mantenir els tres primers anys per sobre del 25%, i només en l'últim va baixar fins al 12,7%, comportament que va ser parell a les recuperacions de la cotització de la lempira respecte al dòlar i del nivell de les reserves de divises. Les pujades impositives i l'encariment de la cistella de la compra van crear descontentament social, i l'irregular creixement de l'economia no va ser notat en absolut per una àmplia majoria de la població afectada per estretors i penúries de tota mena. La crisi energètica que al començament del mandat va generar interminables apagades elèctriques, va portar perjudicis afegits a l'economia nacional.
Reina va concloure el seu mandat el 27 de gener de 1998 amb la presa de possessió del president sortit dels comicis del 30 de novembre de 1997, el seu company de partit Carlos Roberto Flores Facussé.
L'enginyer Carlos Roberto Flores Facussé va assumir el càrrec el 1998. "Flores va endegar programes de reforma i modernització del govern hondureny i l'economia, amb èmfasi en ajudar els ciutadans més pobres d'Hondures, però el seu govern es va veure afectat per la catàstrofe natural de l'huracà Mitch, que va arrasar el país pocs mesos després d'haver-se iniciat el seu mandat ".
"La seva diligent gestió de la reconstrucció, que va involucrar una copiosa ajuda internacional, va pal·liar majors danys humanitaris i la seva administració, no es va veure entelada per la corrupció. La recuperació econòmica va ser més ràpida del que s'esperava, però la pobresa i les desigualtats no van disminuir en la mateixa mesura. D'altra banda, el seu govern tampoc va aconseguir frenar la rampant violència social".

## Segle XXI

### Cop d'estat

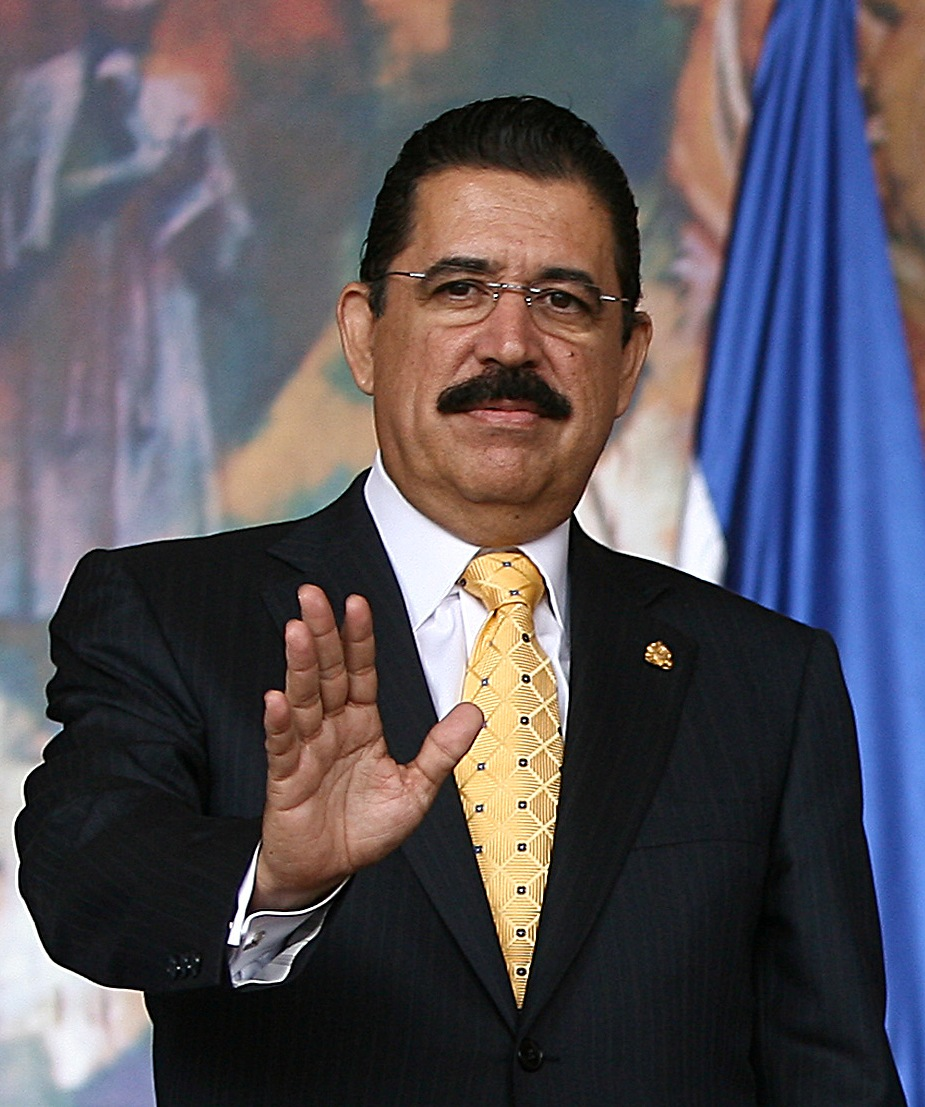
Manuel Zelaya, deposat el 28 de juny de 2009

Ricardo Maduro es va convertir en el primer president electe del segle xxi, després de celebrades les eleccions del 25 de novembre de 2001. Maduro del Partit Nacional, va aconseguir el 52,2% dels vots, contra el 44,2% del professor Rafael Pineda Ponce. L'objectiu principal de Maduro, va ser la seva lluita contra l'onada de criminalitat que assolava el país.
"Exemple de polític-empresari de mentalitat pro-mercat, Maduro va combatre la violència de les bandes juvenils, i va obtenir èxits més visibles en l'estabilització de l'economia i la reducció del deute extern. Però va deixar intacte el problema de la pobresa. En el terreny internacional, Maduro, va adherir Hondures al CAFTA i va despatxar el Batalló Xatruch cap a Iraq." El gener de 2006 va finalitzar el seu mandat quadriennal, i prengué el relleu el liberal Manuel Zelaya.
El president, Manuel Zelaya "va protagonitzar un inesperat viratge: va entrar en tractes petroliers amb el veneçolà Hugo Chávez, va governar amb una política d'esquerra, es va allunyar de Washington i va ficar a Hondures a l'ALBA".
El seu següent projecte, era obrir un procés constituent, com els que s'havien dut a terme en altres països llatinoamericans com Veneçuela o Equador, i va obtenir el suport d'un grup d'hondurenys seguits pels menys afortunats, el que va ocasionar l'enemistat amb els poders tradicionals del país, polítics del seu mateix partit, grans empresaris, esglésies, institucions de la societat civil, intel·lectuals, judicatura, que, amb suport de l'exèrcit, van destituir Manuel Zelaya i van declarar il·legal la seva elecció el 28 de juny de 2009. Aquest mateix dia, els militars van deposar Zelaya i el Congrés va triar per substituir al també liberal Roberto Micheletti". Aquest fet va ser qualificat de "cop d'estat" per la comunitat internacional i va dividir el país entre els que donaven suport a Zelaya i van resistir al cop i els que estaven en contra de la constituent.
El Consell Permanent de l'Organització d'Estats Americans (OEA), es va reunir amb caràcter d'urgència i va emetre una resolució de "condemna al cop d'Estat a Hondures i van donar suport del govern del president José Manuel Zelaya, i la continuïtat democràtica al país centreamericà".
Així com l'OEA, la majoria de països d'altres continents, van expressar la necessitat de reposar en el càrrec el mandatari destituït i restablir l'ordre jurídic al país i desconèixer el mandat de facto de Micheletti. Això no obstant, el congrés hondureny i el mateix Micheletti, es van mantenir ferms en la seva decisió i Zelaya no va acabar el seu mandat, després d'entrar al país i refugiar-se a l'ambaixada de Brasil.

### Restabliment de l'ordre constitucional

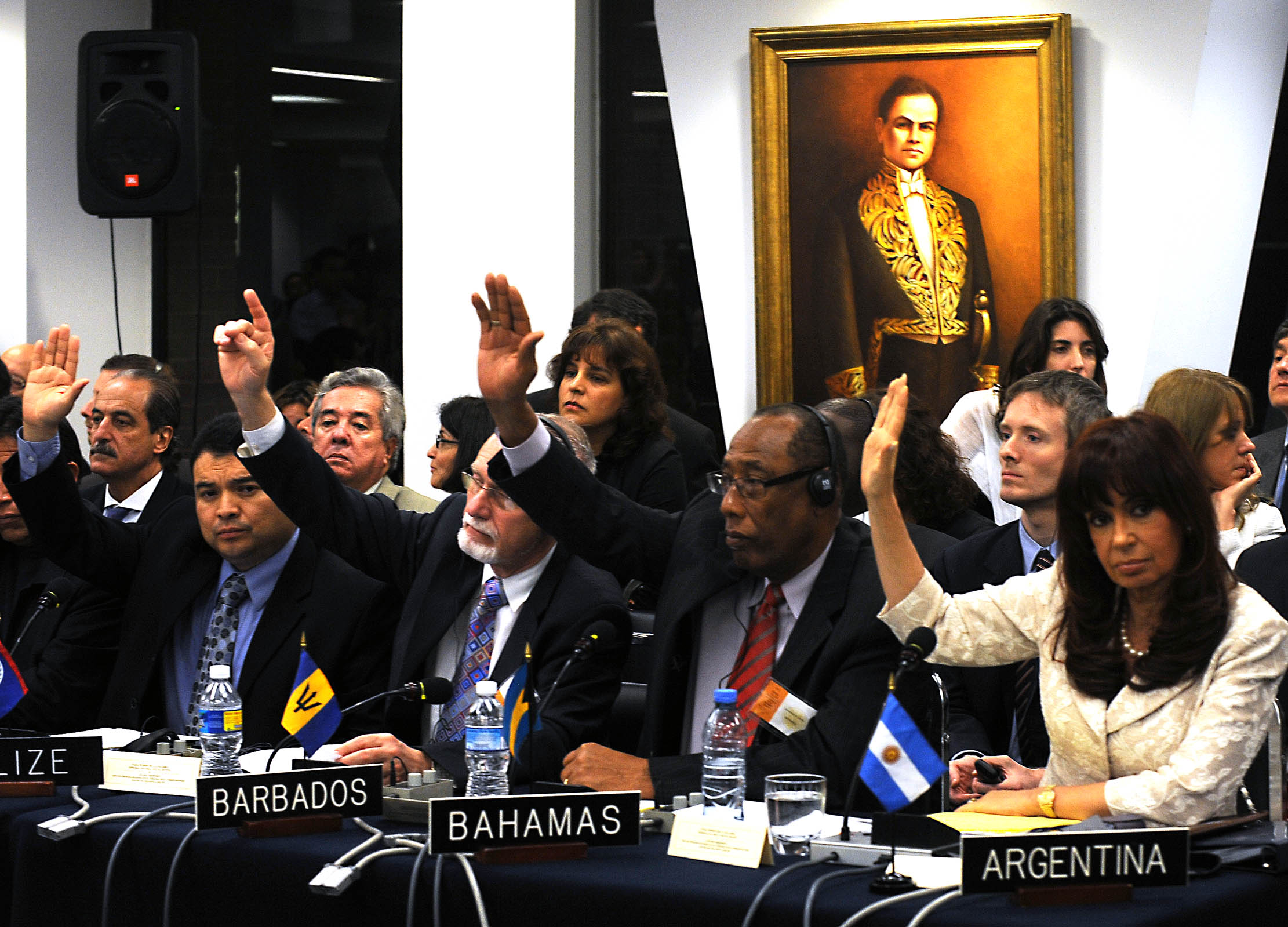
Inicialment, el president Lobo no va ser reconegut internacionalment

A finals del 2009, enmig d'aquesta crisi, Hondures va celebrar les seves eleccions sota un decret de suspensió de garanties constitucionals, i sense la participació d'observadors de la comunitat internacional, excepte per alguns que van assistir enviats per organitzacions internacionals d'extrema dreta. Al final d'aquestes, va resultar guanyador el candidat del tradicional dretà i conservador Partit Nacional Porfirio Lobo Sosa, "un empresari agrícola que articula un discurs centrista i conciliador. Lobo va rebre un país esquerdat, i altament polaritzat, en el polític, social i econòmic, i sotmès a més a l'observació democràtica de la comunitat internacional, part de la qual (inclosa l'OEA) esperava el desenvolupament del curs polític, per decidir si reconeixeria la legitimitat del nou mandatari hondureny ".
Només "els Estats Units, Colòmbia, Canadà, Panamà, Costa Rica i Perú, li van donar el seu reconeixement automàtic després d'observar les massives eleccions.
Per aquest motiu 'Pepe' Lobo es va passar la major part de primer any de govern (2010) capficat per aconseguir el reconeixement de la comunitat internacional. El primer pas de la seva administració va ser aconseguir que Hondures tornés al si del Sistema d'Integració Centreamericana (SICA) el 20 de juliol de 2010, durant una cimera de caps d'Estat de l'organisme. Fins al febrer de 2011, menys de la meitat (92) dels països de la comunitat internacional reconeixien el govern de Lobo.
Al maig de 2011, Hondures va ser readmesa en el si de l'Organització dels Estats Americans (OEA). Hondures va obtenir el seu reingrés gràcies a 32 vots a favor i 1 en contra, Equador qui a través del seu president Correa qui exigia la suspensió de tots els judicis contra Zelaya i el seu retorn a Tegucigalpa.
Les negociacions van arribar a la seva fi ... amb la signatura de l'anomenat "Acord per a la Reconciliació Nacional i la Consolidació del Sistema Democràtic a la República d'Hondures" per part de Zelaya i Lobo, amb qui es van veure cara a cara en una reunió realitzada a la ciutat colombiana de Cartagena d'Índies.

### 2015
El 2015 va ser l'any en que Hondures va confiscar més béns a narcotraficants i a persones corruptes mitjançant la OABI (Oficina Administradora de Béns Confiscats). Concretament es van confiscar 1.843 béns mobles i immobles des del 2011 i 218,8 milions de lempires. Entre els béns més destacats hi ha 49 avions, 988 cotxes, 216 embarcacions, 3 contenidors i tancs, 130 lots, 24 apartaments, 306 cases residencials, 53 mansions, 18 locals comercials, un zoològic, 28 edificis i 47 empreses.
Aquest mateix any, la lempira va patir una devaluació del 3.9% (0,85 cèntims) respecte al valor del dòlar de l'any anterior. Exactament, un dòlar, a finals de 2015 valia 22,3676 lempires, mentre que a finals de 2014 costava 21.5124. Aquesta devaluació, però, fou inferior a la reflectida l'any anterior, que havia estat del 4,4% (0,91 cèntims).

### Atacs contra les poblacions indígenes i els garífunes
El 21 de desembre de 2015, la Comissió Interamericana de Drets Humans (CIDH) va condemnar a l'estat hondureny per la violació dels drets humans col·lectius dels garífunes. Això ha passat després que diverses comunitats garífunas hi introduíssin una petició denunciant les violacions que patien les comunitats garífunes de Punta Piedra, Triunfo de la Cruz i Cayos Cochinos, en especial sobre el seu dret a la propietat col·lectiva de la terra. Durant aquests dotze anys que ha durat el procés, l'estat hondureny ha deixat que el crim organitzat controlés el territori garífuna, situat al nord del país, a la costa carib. Tot i que aquesta decisió jurídica internacional és una victòria pel poble garífuna, en l'actualitat, les comunitats garífunes viuen sota el jou de la instal·lació de ciutats-model en el seu territori i de dissolució dels seus títols comunitaris sobre la terra.

### 2016
El 19 de març de 2016, el president Juan Orlando Hernández va firmar a Washington juntament amb l'Organització d'Estats Americans el conveni que permetia establir a Hondures la MACCIH (Missió de Suport Contra la Corrupció i la Impunitat d'Hondures), un organisme judicial internacional comandat per la OUA per a atacar la plaga de la corrupció en el país centreamericà. Aquesta organització és similar a la CICIG de Guatemala que, quan va descobrir la corrupció de l'ex-president, el va fer dimitir i en l'actualitat està en processos judicials. La MACCIH tindrà finançament i jutges internacionals per a garantir la seva independència i que han de vetllar perquè les institucions hondurenyes que lluiten contra la corrupció facin bé la seva feina. La MACCIH està dirigida per l'exministre de justícia i drets humans del Perú, Juan Federico Jiménez Mayor, que en l'actualitat és ambaixador del Perú a l'OUA, en la qual ha exercit càrregs.